# 金星の太陽面通過

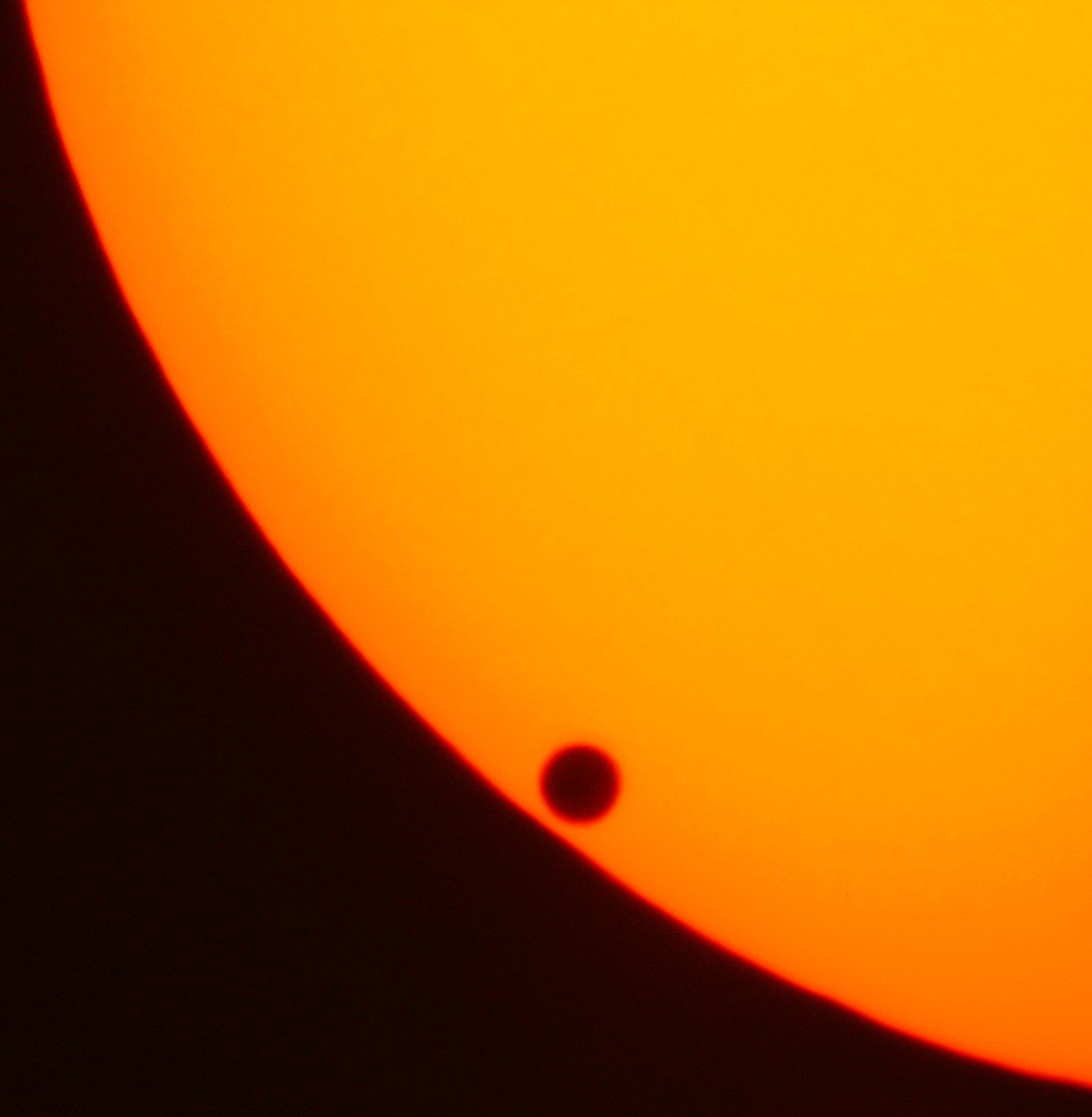
2004年6月8日の金星の太陽面通過。ドイツのイェーナにて。

地球における金星の太陽面通過（きんせいのたいようめんつうか）は、金星が太陽面を黒い円形のシルエットとして通過していくように見える天文現象である。金星が地球と太陽のちょうど間に入ることで起こる。日面通過や日面経過、太陽面経過とも呼ばれる。記録に残る初の観測は、1639年にエレミア・ホロックスによってなされた。
金星の太陽面通過は非常に稀な現象で、近年では8年、105.5年、8年、121.5年の間隔で発生する。直近では協定世界時2012年6月5日から6日にかけて起こった。次回は2117年12月10日から11日にかけて起こる。
金星の太陽面通過を観察することで、地球と太陽の間の距離（1天文単位）が算出可能となる。1天文単位の距離を得るために、1761年と1769年の太陽面通過では欧州を中心として国を超えた国際的な観測事業が行われ、世界各地に天文学者が派遣された。この観測プロジェクトは科学における初の国際共同プロジェクトとも評される。

## 太陽面通過の経過

2012年の金星太陽面通過
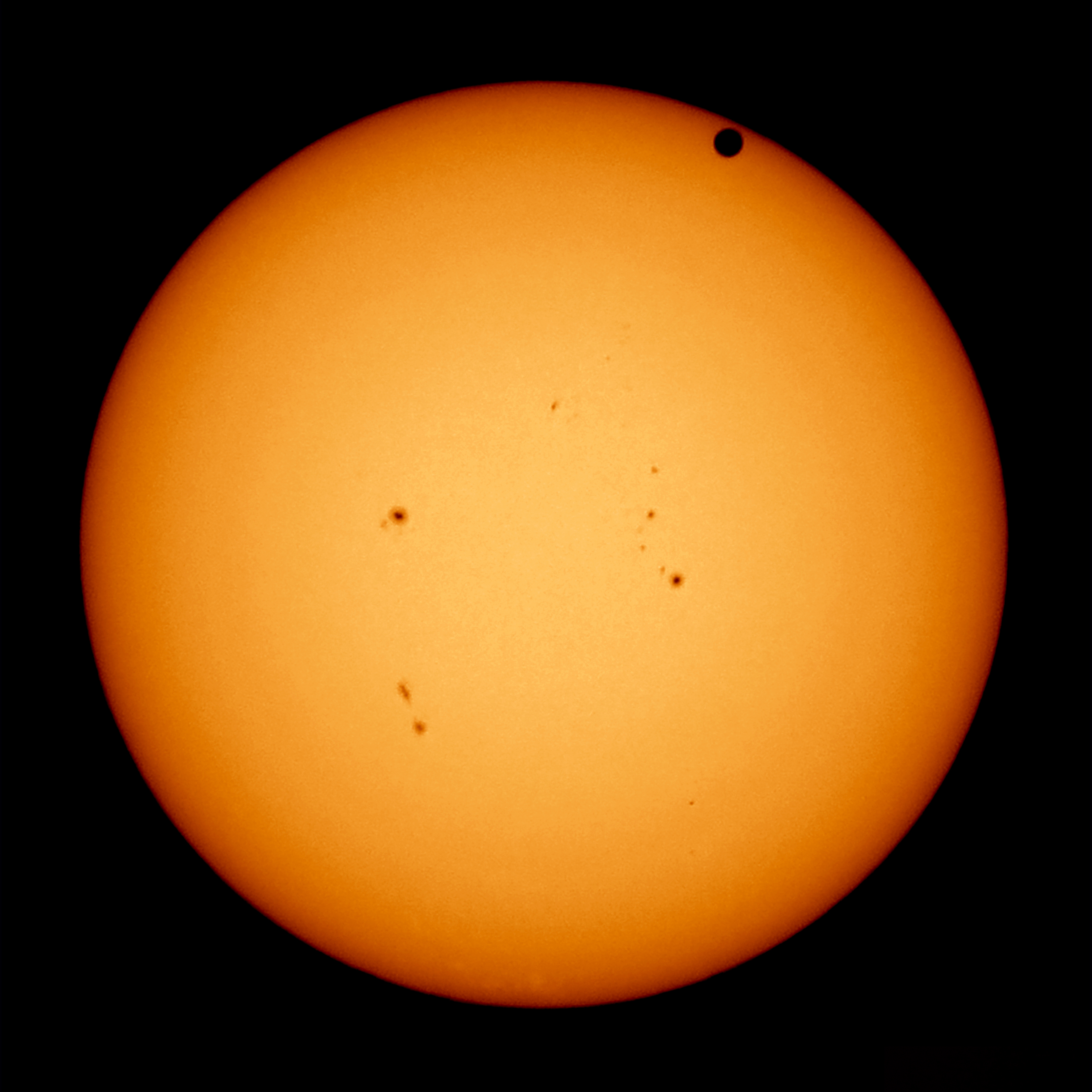
6月5日15時27分、サンフランシスコにて
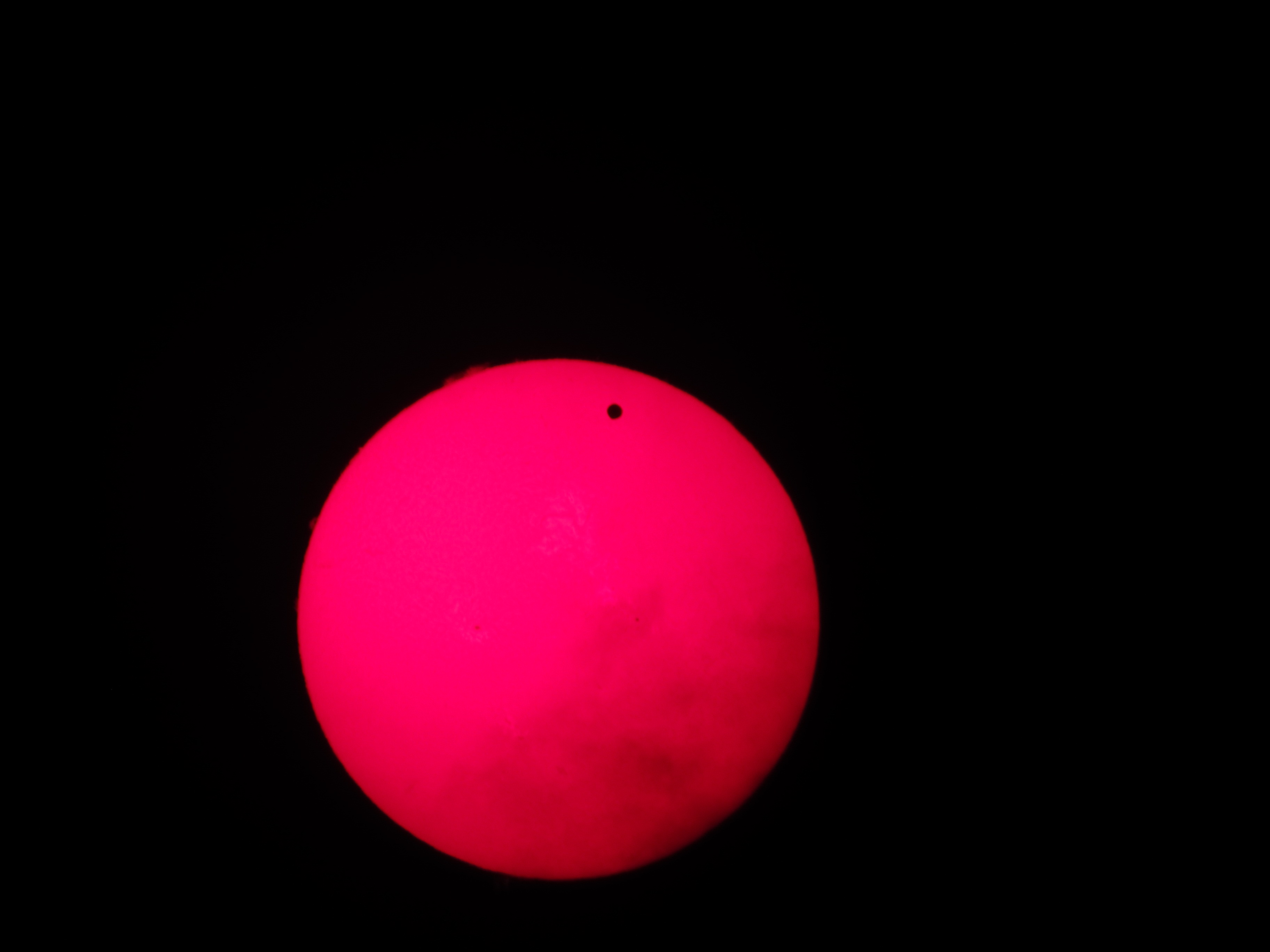
6月5日19時6分、リッチモンドヒルにて
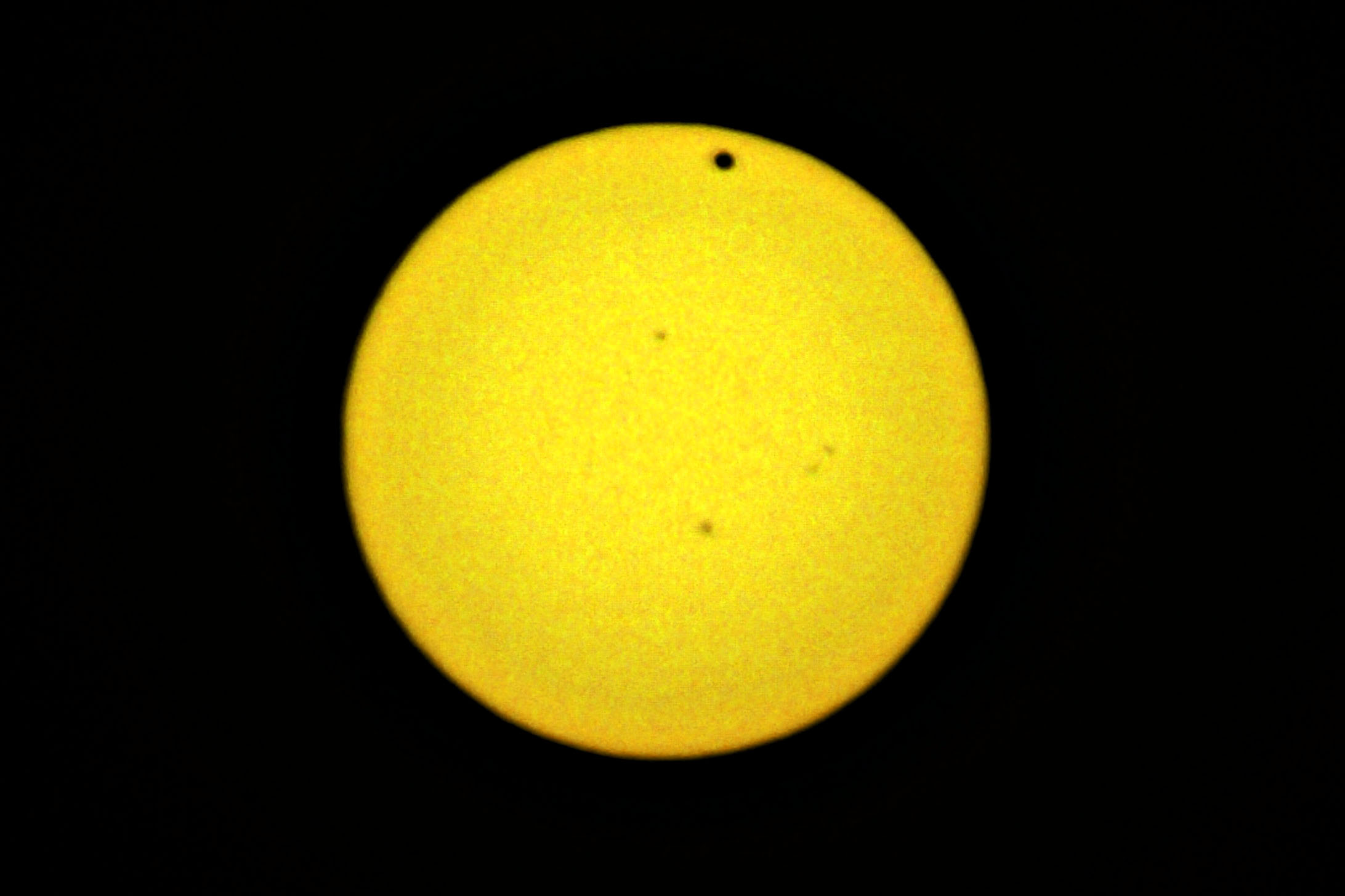
6月6日6時11分、ラグーザにて
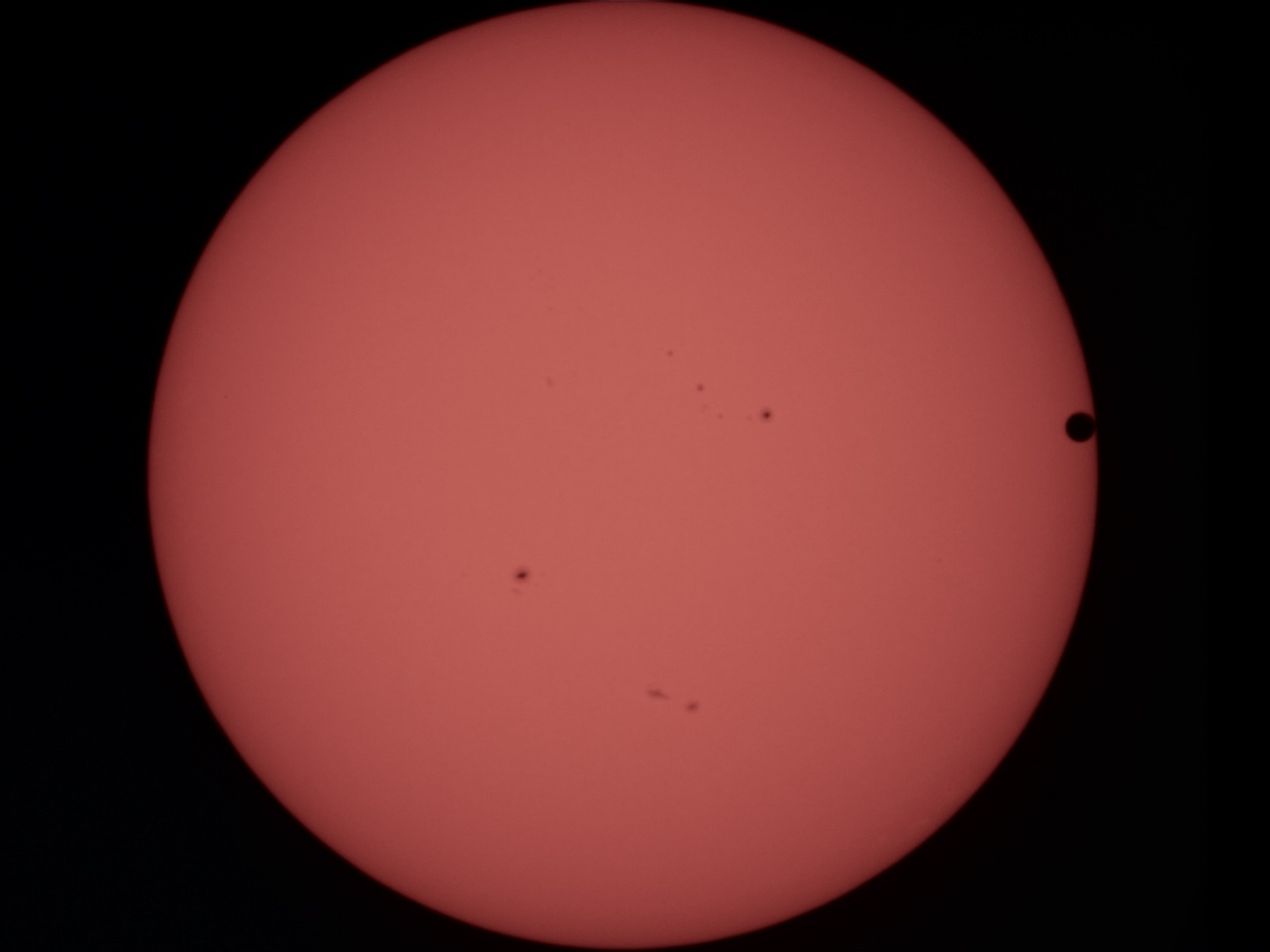
6月6日7時33分、クウェート市にて
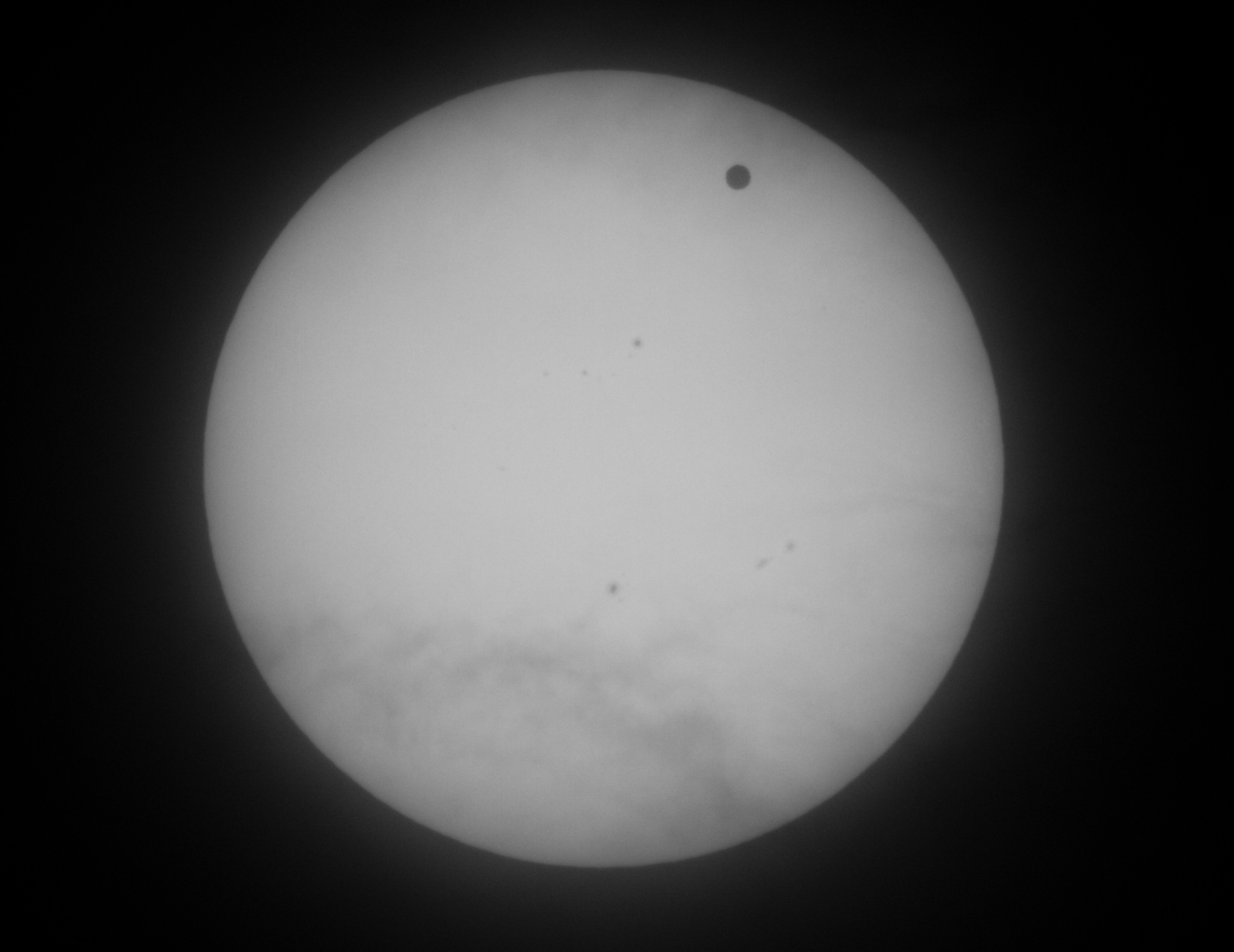
6月6日7時47分、モスクワにて
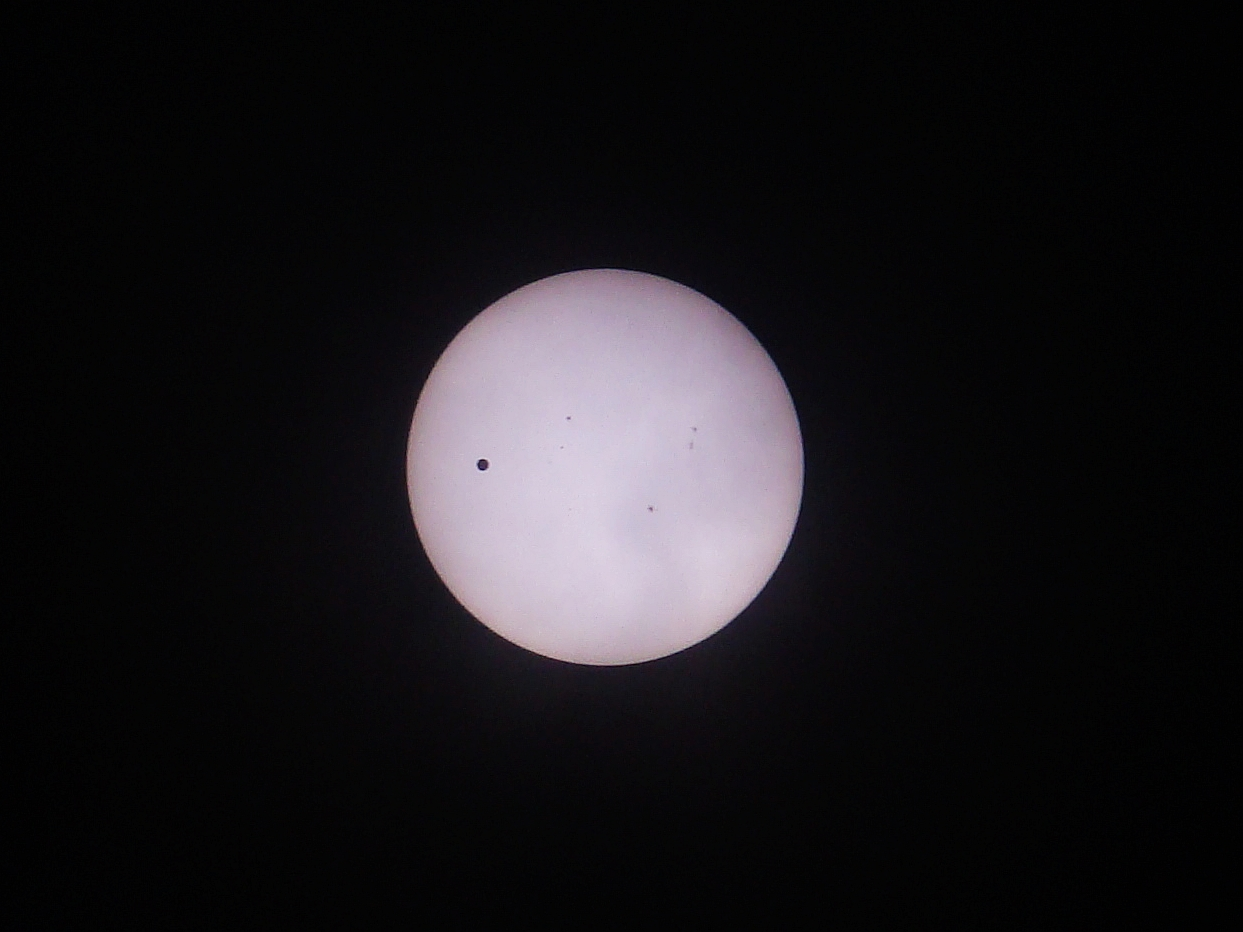
6月6日8時41分、広州市にて
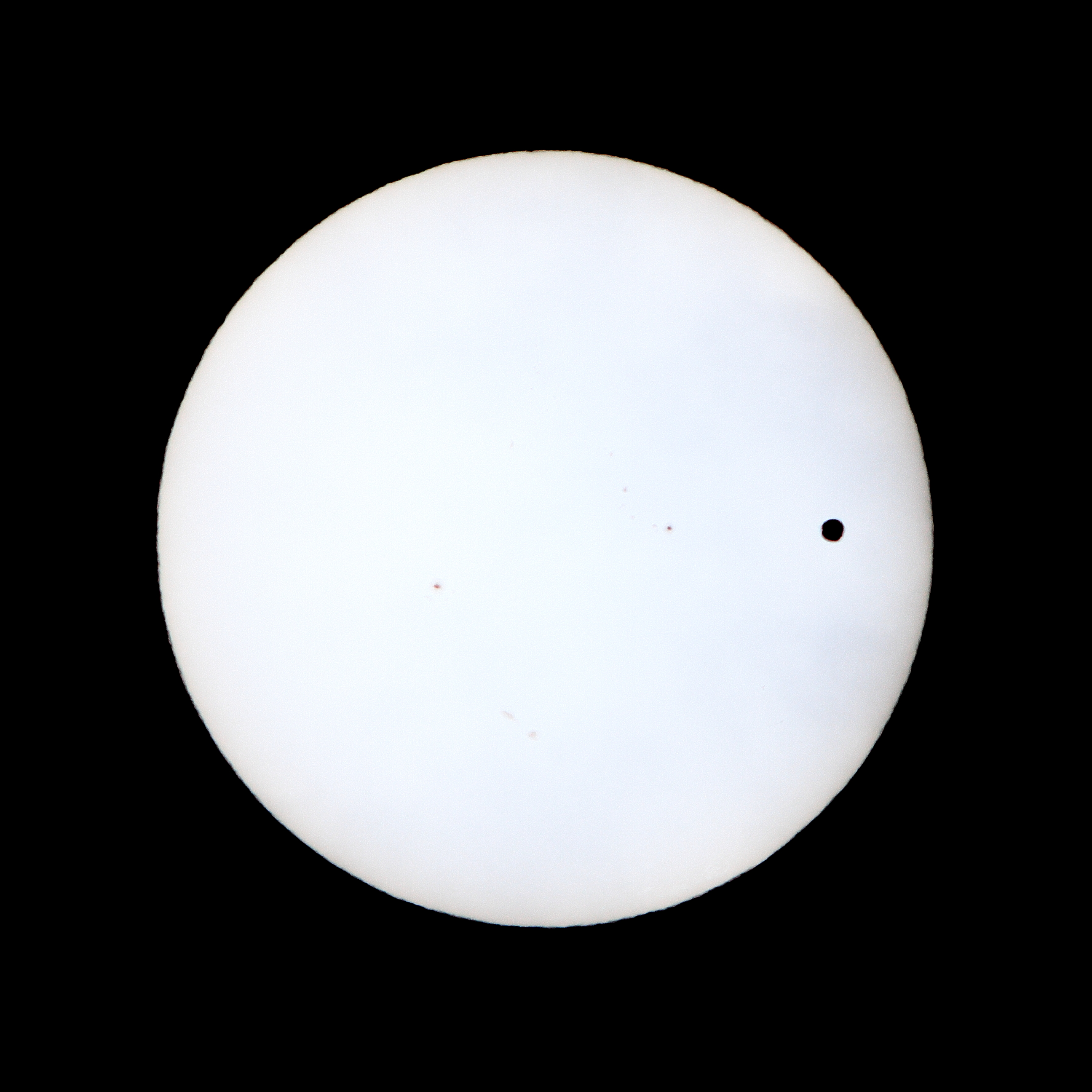
6月6日12時10分、新潟市にて
金星太陽面通過の動画、半田市内にて

太陽面通過の間、金星は太陽の表面を東から西へ動いていく小さな黒い円盤のように見える。天体が太陽の手前を通過し、それによって太陽の一部が隠されるという点で日食と似ている。しかし、日食において太陽を隠す月の視直径（地球から見た見かけの直径）が約30分とほぼ太陽と等しいのに対し太陽面通過時の金星の視直径は約1分と太陽のおよそ30分の1しかない。金星は直径が月の約4倍もあるにもかかわらず、視直径がこのように小さいのは、太陽面通過時の金星は地球からの距離が約4100万キロメートルであり、月（地球から約38万キロメートル）の100倍以上も遠くにあるためである。

金星の太陽面通過の概略図（2012年の通過をモデルにしたもの）

太陽面通過の開始前、金星は太陽の東側から太陽に徐々に接近してくる。しかしこの時には金星は夜側の面を地球に向けているため、見ることはできない。続いて金星が太陽面に接触する。この瞬間を第1接触という。さらに金星が太陽面の内側に入り込み、金星が完全に太陽面上にのった瞬間を第2接触という。第1接触から第2接触までは約20分かかる。その後金星は太陽面上を西へ移動していく。金星が太陽面の中心に最も近づいたときを食の最大という。さらに金星は太陽面上を西に進み、太陽の反対側の縁に到達する。この瞬間を第3接触という。第2接触から第3接触までにかかる時間は、金星が太陽面の中心にどれだけ近い部分を通過するかで大きく変わるが、2004年と2012年の金星の太陽面通過では約6時間である。さらに金星が西へ進み、完全に太陽面から離れた瞬間を第4接触という。第3接触から第4接触までは約20分である。このように長い時間がかかる現象であるため日の出前にすでに太陽面通過が始まっていたり、日没時にまだ太陽面通過の途中である場合があり、全過程を観測できる観測地は限られる。2004年の太陽面通過においては中央アジアからヨーロッパで全過程の観測が可能であった。2012年の太陽面通過ではハワイから東アジアで全過程の観測が可能であった。
第2接触の直後と第3接触の直前に金星の形が円形からずれて太陽の縁から滴り落ちる水滴のような形となり、しばらく太陽の縁にくっついた状態が数十秒間続く現象が知られている。これはブラック・ドロップ効果と呼ばれる。この現象のため、第2接触と第3接触の正確な時刻を測定するのは困難であると考えられていた。しかし時代が新しくになるにつれてブラック・ドロップ現象の報告は減っており、これは望遠鏡のピントが合っていないなどの理由による見かけの現象だとされている。

## 発生の仕組み

### 金星の内合
太陽面通過が起こるには、金星が地球と太陽の間に入る必要がある。このような状態を内合と呼ぶ。しかし、金星が内合になっても、地球-金星-太陽は一直線上に通常は並ばない。金星の軌道は地球の軌道に対して3.4度傾いており、天球上では金星は内合時に太陽の北か南を通過していくように見える。
3.4度というとそう大きい角度ではないように思うかもしれないが、地球から見ると内合時に金星が最大で9.6度も太陽から離れて見えることもある。これに対して太陽の視直径は約0.5度であるから、金星は太陽面を通過しない内合の際に太陽の北または南を太陽の直径の18倍以上離れて通過することもある。
したがって、太陽面通過が起こるのは、地球の軌道平面と金星の軌道平面が交わるところで（または極めて近くで）、金星が内合になるときである。地球の公転軌道（1年）の中で、この軌道平面の交線を通過するのは太陽を挟んで対称となる2点だけである。これらの2点を交点と呼ぶ。交点を通過する時期は、現在では6月7日頃と12月9日頃であり、太陽面通過が起こりうるのはこの前後数日に限られる。

### 起こる間隔
金星の太陽面通過は非常に稀な現象である。近年では、8年、105.5年、8年、121.5年の間隔で発生する。
ある時点に太陽面通過が起きたとする。地球の1恒星年は365.256日で、金星の1恒星年は224.701日なので、金星の方が太陽の周りを早く回る。太陽面通過から過ぎ去った金星が再び地球と太陽の間に達して次の内合が起こるには、前回の内合から583.924日が必要となる。この583.924日という期間を会合周期と呼び、583.924日おきに内合が発生する。しかし前述のとおり、再び内合になっただけでは、太陽面通過は起きない。軌道平面の交点上で内合が起きる必要がある。
地球が軌道平面の交点を通過するのは、半年（0.5年）おきである。よって、ある時点に太陽面通過が起きたとすると、次に太陽面通過が起きる可能性がある時期は、0.5年の整数倍経過後に限られる。前回の太陽面通過から8年経過したとき、これは0.5年の整数倍であり、なおかつ会合周期のちょうど5回分である。よって、内合になる・交点上にあるという2つの条件を満たすことができる。近年、2回の太陽面通過が8年の間隔で起きているのはこの理由による。しかし、8年経過後に全く同じ位置に金星が戻るわけでなく、前回の位置からわずかなズレが起きる。正確には8年よりも2.45日早く、内合が訪れる。8年間隔の太陽面通過が2回しか起きないのは、このズレが蓄積することによる。16年後にはズレは大きくなり、内合する金星は太陽面を通らず、太陽面通過は発生しなくなる。
一方で、会合周期を66回繰り返すとほぼ105.5年経過となる。これも0.5年の整数倍となっている。近年の発生間隔に105.5年があるのは、この周期によるものである。また、会合周期を76回繰り返すとほぼ121.5年となる。近年の発生間隔121.5年はこの周期によるものである。
発生の日付は現在では6月7日頃と12月9日頃だが、この日付は年代と共にゆっくりと遅い時期になっていく。年代を遡るともっと早い時期に起きており、1631年以前は、この日付は5月か11月であった。これは、太陽暦の1年（太陽年）は地球が太陽を正確に1周するのにかかる期間（恒星年）よりも少し短いためである。
8年、105.5年、121.5年以外の間隔でも、太陽面通過は発生する。例えば、113.5年、129.5年、137.5年といった間隔でも起きる。これらの年数は、会合周期71回、81回、86回に相当する。現在の「8年、105.5年、8年、121.5年」という間隔も、全体で見れば 8 + 105.5 + 8 + 121.5 = 243年 (5 + 66 + 5 + 76 = 152回)という1つの周期に相当する。546年から1518年までは太陽面通過は8年、113.5年、121.5年という間隔をおいて起こっており、紀元前425年から546年までは太陽面通過は常に121.5年おきに起きていた。現在の「8年、105.5年、8年、121.5年」間隔は、1396年から始まり、3089年まで続く。3089年の後は、129.5年後という周期で次の太陽面通過が訪れる。1396年の1つ前は、113.5年前に発生している。
一方、もう一つの内惑星である水星は金星よりも太陽に近いところをより速く公転している。そのため水星の太陽面通過はあまり珍しい現象ではなく、20世紀と21世紀にはそれぞれ14回ずつ起こる。

## 一般的な観察方法

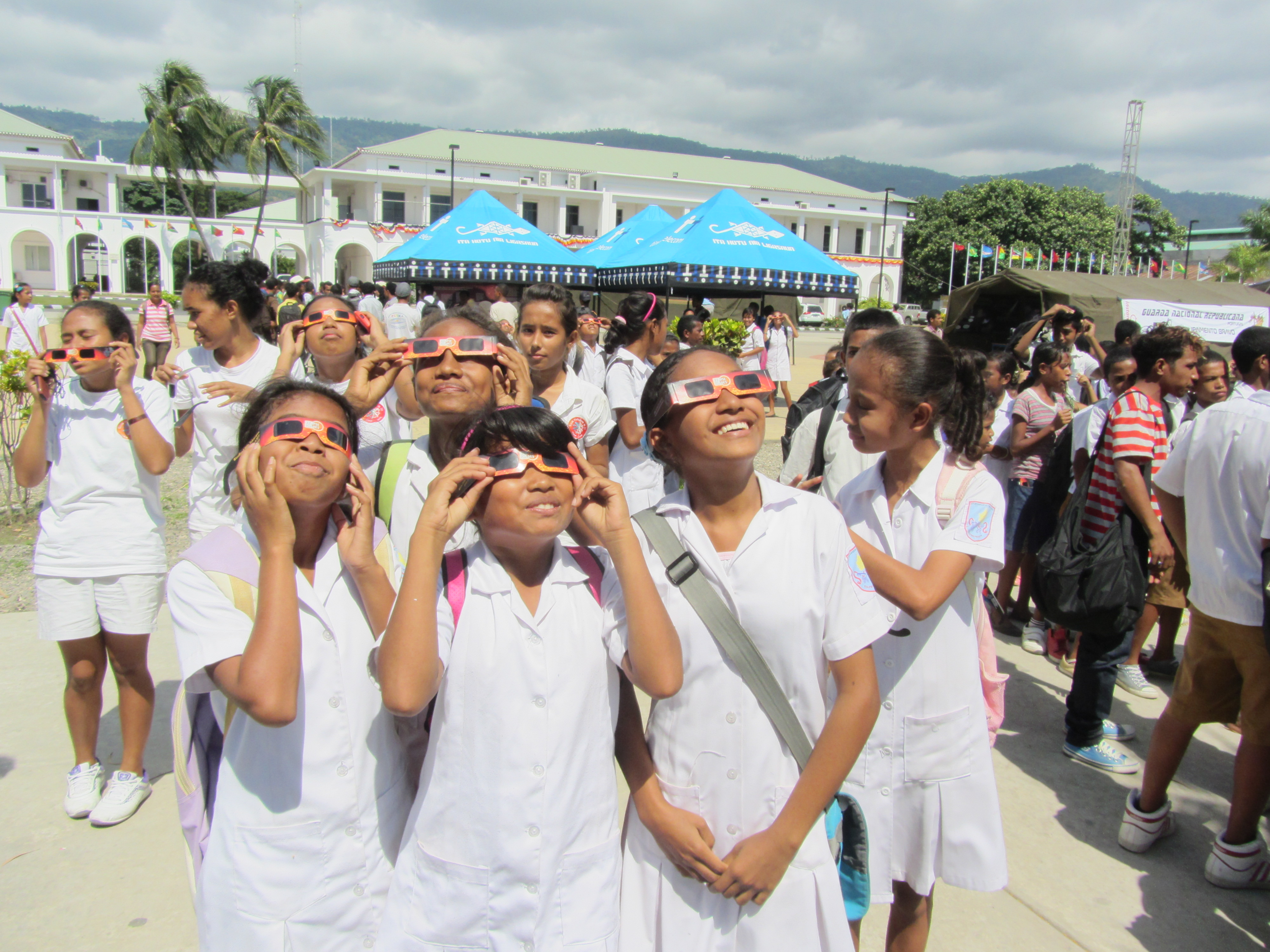
フィルターを通して金星の太陽面通過を観察する人々。東ティモールでの観察イベント。

太陽面通過中の金星の影は、肉眼でも確認可能な角度（見た目の大きさ）を持っており、金属を蒸着させた太陽観測用フィルター（観察用グラス）を使用して減光することで、肉眼でも安全に観察可能となる。ただし、フィルターを使用しても有害な光を完全に防ぐことはできないので、長時間観察を続けずに、こまめに目を休憩させることが推奨されている。
太陽の観測に望遠鏡や双眼鏡を用いる場合は、失明を含む視覚傷害のリスクを避けるために十分に減光するか、投影法を用いるように勧告されている。

## 観測の歴史

### 背景

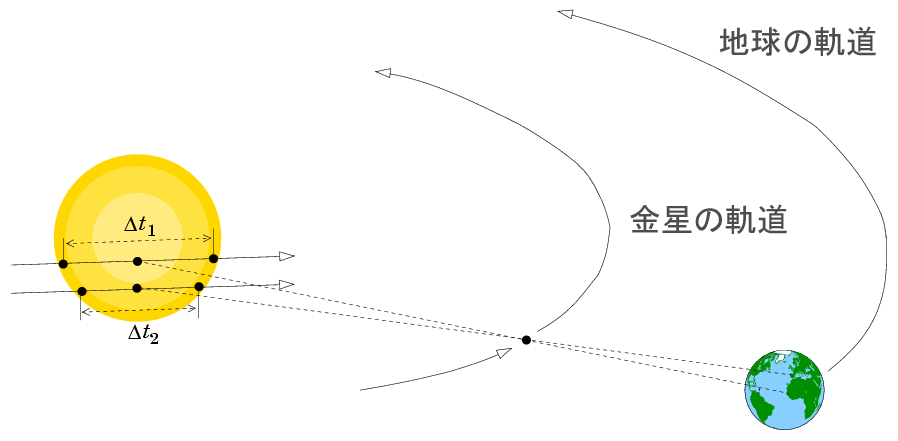
太陽との視差を決定するために、金星の太陽面通過の継続時間が測定された。

金星の太陽面通過の観測に対して（非常に珍しい現象であることとは別に）科学的な興味が持たれていた元々の理由は、太陽系の大きさを測定することができる可能性があるからであった。17世紀までには天文学者はそれぞれの惑星間の距離の関係を地球と太陽の間の距離を単位（1天文単位）として計算できていたが、1天文単位の絶対的な距離（マイルやキロメートル単位）はあまり正確に分かっていなかった。
太陽面通過の精密な観測は、この1天文単位、すなわち太陽と地球の間の絶対的な距離を測定する方法となる。その方法は、地球の広範囲に離れた観測点で太陽面通過が始まる時間か終わる時間の僅かな違いを厳密に測定するというものである。すると地球のある2点間の距離が、三角測量の原理で金星と太陽の間の距離を測る物差しのように使える。
また、太陽との距離は角度である地心視差から間接的に定めることもできる。地心視差とは地球の中心（地心）から天体を見るときと地表上から天体をみるときの方向差のことで、特に天体が地平線上に存在するときの地心視差を地平視差と呼ぶ。さらに、観測者が赤道上にいるときに観測される太陽の地平視差を太陽視差と呼ぶ。太陽視差の値から天文単位を間接的に求めることができるため、天文単位距離の値そのものよりも、金星の太陽面通過を利用して太陽視差の値を求めることが行われてきた。
現在の１天文単位の距離は、149 597 870.700 km で定義されており、また、広く受け入れられている太陽視差の値の一つは、8.794 143秒である。

### 17世紀

#### 1631年
ドイツの天文学者ヨハネス・ケプラーは金星の太陽面通過を詳細に予測した最初の人物と考えられている。1629年、ケプラーは、彼のルドルフ表をもとにして、金星の太陽面通過が1631年12月6日に起こると予測した。ケプラーは1630年に死去し、自身の予測を確かめることはなかった。ケプラーの予測にもとづいて、フランスのピエール・ガッサンディはパリから観測を行おうとした。しかしケプラーの予測は十分に正確ではなく、ガッサンディは結局観測することはできなかった。現在の計算によれば、パリでは1631年12月7日の日の出の約50分前、太陽が観測できる前に太陽面通過は終了していた。

#### 1639年

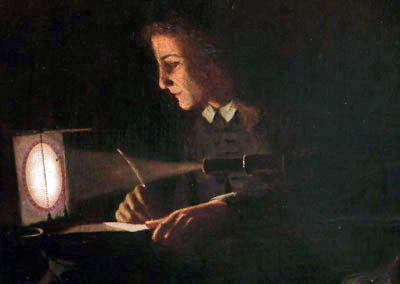
エレミア・ホロックス。観測の様子を描いた想像図。

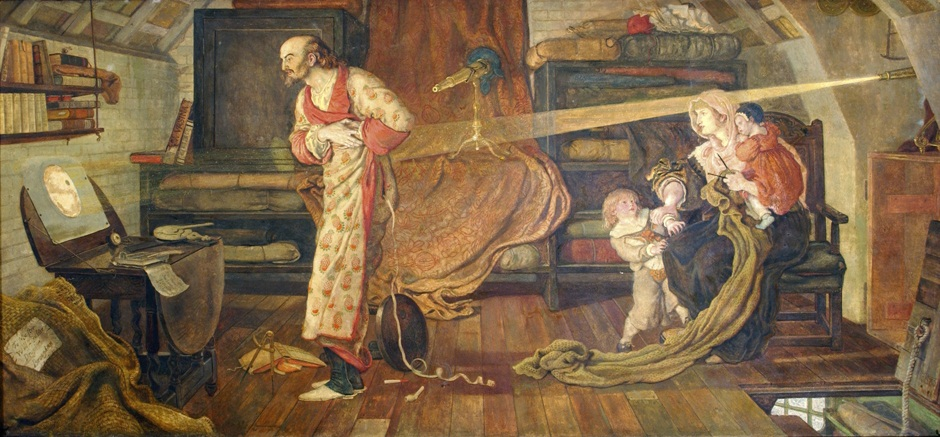
ウィリアム・クラブトリー。同じく観測の様子を描いたもの

金星の太陽面通過の最初の観測は、イギリスのエレミア・ホロックスによって1639年12月4日（当時イギリスで使われていたユリウス暦では11月24日）に行われた。ホロックスは、当時のフィリッペ・ファン・ランスベルゲの金星の軌道表に誤りがあることを発見し、1639年に金星の太陽面通過が起こることを独自に見出した。ケプラーも次の太陽面通過は1761年に起こると考えており、1639年の太陽面通過は予測できていなかった。
ホロックスの観測は、彼の居住地であったマッチフール (Much Hoole) というイングランドのプレストンの近くにある村で行われた。彼の友人であったウィリアム・クラブトリーも、マンチェスターの近くのサルフォードから観測を行った。15時までは太陽面通過は起きないとホロックスは予測していたが、万全を期すためにその日は夜明けから一日中、断続的に観測を続けた。13時から15時までのどうしても外せない用事を済ませて観測に戻ると、太陽面通過が始まっていた。日の入り前、ホロックスは15時15分、15時35分、15時45分の太陽面上の金星位置を記録することに成功した。クラブトリーも同じく日の入りの直前に観測に成功する。観測記録をもとにしてホロックスは、地球・太陽間距離を地球の半径の約15,000倍、太陽視差で14秒と算出した。この距離は現在受け入れられている値のおよそ2/3倍程度だったが、それまで考えられていた値よりも現在の値に近いものであった。
ホロックスは1641年に、クラブトリーは1644年に死去する。ホロックスは自身とクラブトリーの観測記録を論文にまとめたが存命中に出版されることはなかった。この原稿は1662年にヨハネス・ヘヴェリウスによって出版され、彼の業績が日の目を見ることになる。

### 18世紀

#### 1761年

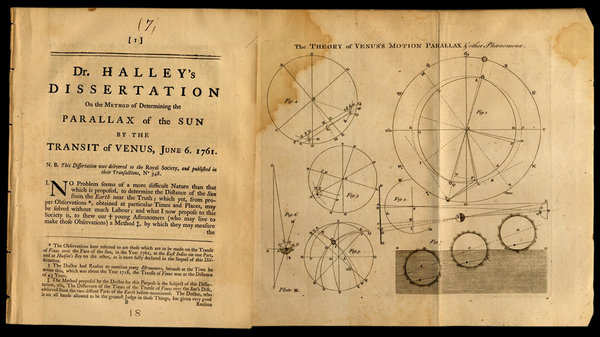
エドモンド・ハレーが1678年に発表した論文。図は金星の太陽面通過を利用して太陽と地球の間の距離を計算する方法を示している。

1716年、イギリスの天文学者エドモンド・ハレーが1761年に起こる金星の太陽面通過を世界各地から観測して1天文単位の正確な値を得るための、国際的な共同研究プロジェクトを提案した。この提言を受けて、1761年と続いて太陽面通過が起きる1769年に、各国の科学アカデミーや学会から多数の探検隊が世界の様々な場所へ太陽面通過を観測するため派遣された。国を超えて行われたこれらの観測を、アンドレア・ウルフは「史上初の世界的な科学プロジェクト」と評している。ハレーは1742年に死去し、自身がこの研究プロジェクトを直接指揮することはできなかった。ハレー自身も自分の高齢のために1761年の太陽面通過に間に合わないことを理解していたため、どこでどんな観測をすべきかという詳しい説明を残し、好機を逃さないことを多くの天文学者たちに伝えた。

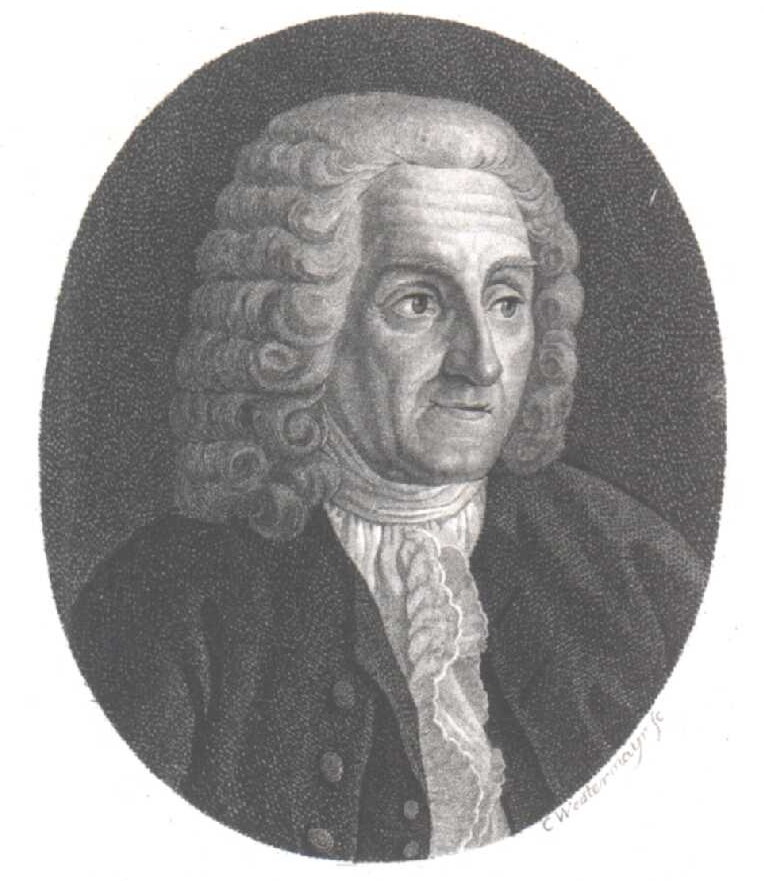
ジョゼフ＝ニコラ・ドリル

1761年の太陽面通過は、フランスのジョゼフ＝ニコラ・ドリルが中心となって、ヨーロッパ各地の天文学者に観測を呼びかけられた。ハレーの方法は太陽面通過の始まりから終わりまでの経過時間の記録を必要とするものだったが、ドリルはこれを改良して、2つの観測地点から通過開始（第2接触）、または通過終了（第3接触）の時刻を記録するだけで事足りる方法を提案した。太陽面通過の全過程を観測できる地域は限られているため、ドリルの方法であれば、さらに多くの地点を観測地にすることができる。一方で、ドリルの方法は観測地点の正確な経度を把握する必要がある。しかし、経度の情報は当時はまだ不十分だった。
フランス、イギリス、ロシア、スウェーデン、建国前のアメリカの天文学者たちが1761年6月6日の太陽面通過観測に乗り出した。特にフランスとイギリスは、最も理想的な観測地点となるインドと東インド諸島、その対となるシベリアまで観測隊を派遣し、最も多くの派遣を行った。当時の航海の手段は木製の帆船であり、難破や病気などの危険と隣り合わせの長く険しい旅が余儀なくされた。天文学者たちの冒険の様子を「望遠鏡付きの象牙の塔の住人というより、聖杯を探し求める冒険家インディー・ジョーンズ」とキティ・ファーガソンは記している。基本的には、植民地などで自国の支配地としていた地域をそれぞれの観測地とした。フランスはギヨーム・ル・ジャンティをインドのポンディシェリへ、アレクサンドル・パングレをインド洋のロドリゲス島へ派遣し、イギリスはネヴィル・マスケリンを南大西洋のセントヘレナへ、ジェレマイア・ディクソンとチャールズ・メイソンをスマトラ島のベンクーレンへ派遣した。
当時は七年戦争の最中でもあり、政治情勢としても航海には危険な状態であった。ベンクーレンを目指していたイギリスのディクソンとメイソンは、出帆から2日後にフランス軍艦に遭遇し、死者も出た激しい戦闘に巻き込まれた。南アフリカの喜望峰までディクソンとメイソンは辿りついたものの、太陽面通過までの時間が残っておらず、なおかつベンクーレンがフランスに奪われた報せを聞いたディクソンとメイソンは、ベンクーレンでの観測を諦めて喜望峰で観測を行った。ポンディシェリを目指したフランスのル・ジャンティも航海中に敵艦に遭遇することがあったが、霧に助けられるなどして上手く逃走することができた。しかし、目的地のポンディシェリ付近に着いたところで、イギリス軍によってポンディシェリは包囲されてしまったという知らせをル・ジャンティは受け取る。上陸できなかったル・ジャンティは、インド洋上に浮かぶ不安定で地理的位置も不明瞭な船上から観測を行うこととなった。

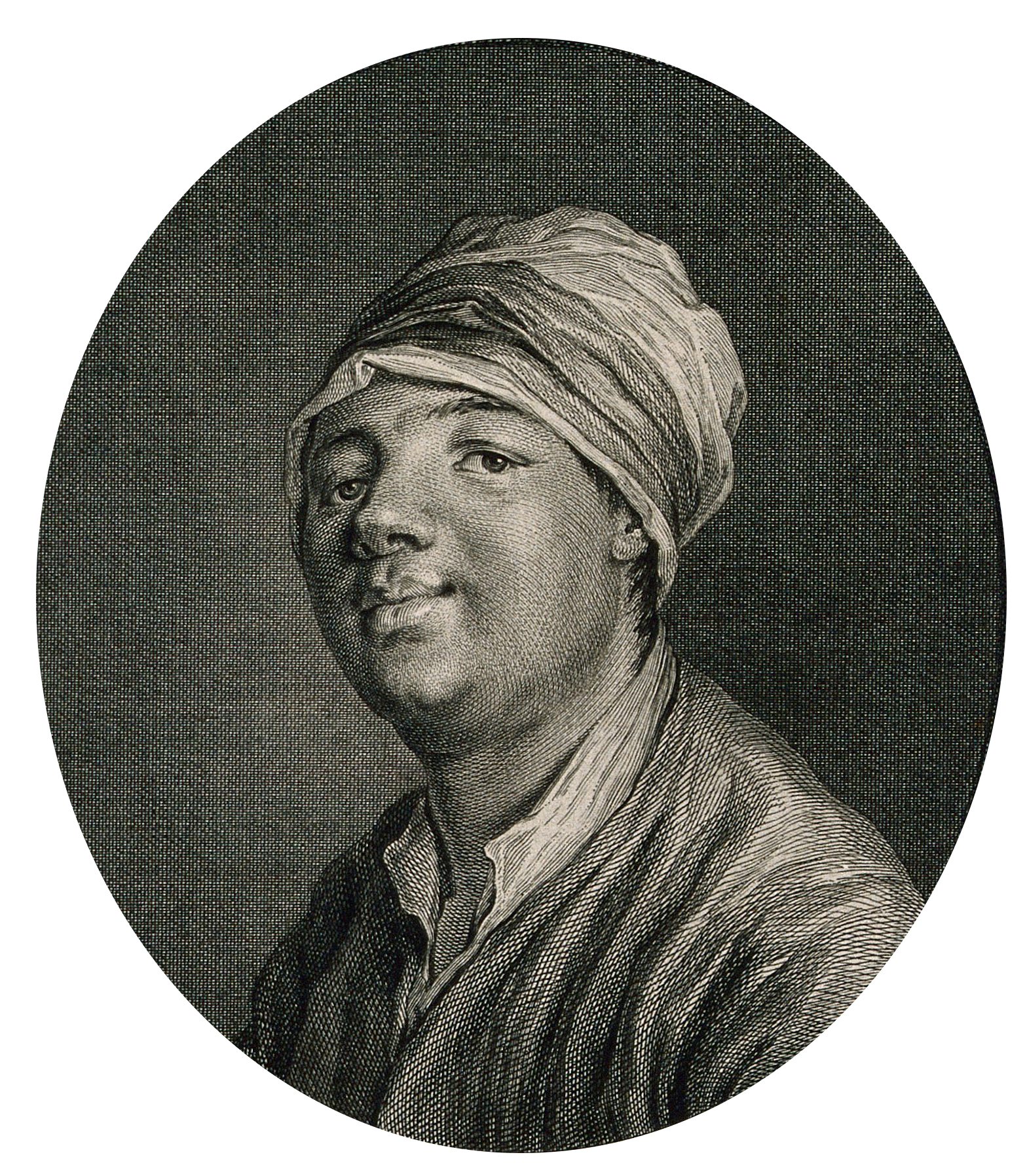
ジャン・シャップ・ドートロシュ

ロシアのアカデミーは、天文学の素養を持つ人材の不足から、当初は自国から派遣は出さずにフランスに派遣を打診した。フランスはこの打診を受けてジャン・シャップ・ドートロシュをシベリアのトボリスクに派遣することを決めたが、この連絡はロシアに届いておらず、ロシアは自国の観測者を訓練してイルクーツクとネルチンスクへ派遣を行った。行き違いがあったが、シャップはトボリスクでの観測をロシアに認めてもらい、旅を継続した。結氷したヴォルガ川を超え、太陽面通過の6日前にシャップはなんとかトボリスクに到着し、良好な観測を成し遂げている。シャップは、この旅の記録を後に『シベリア旅行記』として出版した。
建国前のアメリカでは、北アメリカ大陸で数少ない観測可能な地域であるニューファンドランド島のセントジョンズにてジョン・ウィンスロップが観測を行った。スウェーデンではペール・ヴィルヘレム・ワルゲンティンを中心に観測計画が進められ、当時はスウェーデンの支配下にあったフィンランド東部のカヤーニへアンダーシュ・プランマンを派遣した。本国でも多くの天文学者が観測を行い、ドリルはパリで、ワルゲンティンはストックホルムで観測を行った。ロシア首都サンクトペテルブルクで観測を行ったミハイル・ロモノーソフは、金星が太陽面から出ていくときの様子から金星に大気があることを予測した。

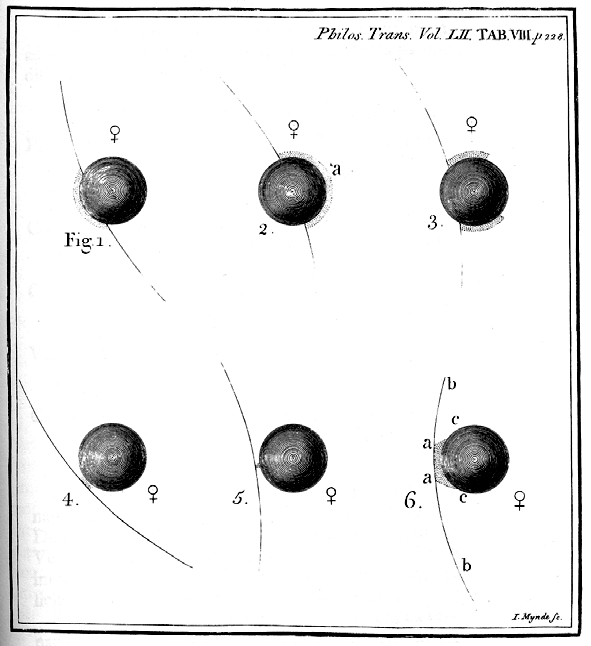
スウェーデンのトルビョルン・ベリマンにより描かれた1761年のブラック・ドロップ効果の様子。

1761年の太陽面通過では、最終的には、60以上の場所で120以上の観測が行われた。しかし、後にブラック・ドロップ効果と呼ばれる太陽面の縁に金星がくっついた状態が続く現象が観測時に起こり、接触の正確な時間を特定できなかった。さらには観測地点の経度が正確に把握できていなかったことなども悪影響した。観測結果にもとづき各国の天文学者たちは太陽視差の計算を行ったが、報告された値は8.28秒から10.6秒まで様々で、当初に期待していたほどの正確な測定はできなかった。しかし、前の太陽面通過からホロックスによって測定された値よりも、現在の値である8.79秒に大きく近づいた。

#### 1769年
次の太陽面通過は1769年6月3日に発生した。それまでの間に七年戦争は終結して、航海時の安全は向上した。また、啓蒙思想がヨーロッパ各国の権力層にも広がったおかげで科学事業への協力を得やすくなり、各国の国王も観測事業の全面的な支援を行う者が増え、観測に向けた状況は改善していた。これを逃すと次の太陽面通過は1874年まで起こらないため、今回の観測成功は必須となっていた。ブラック・ドロップ現象克服のために、より性能の高いアクロマート望遠鏡も普及した。

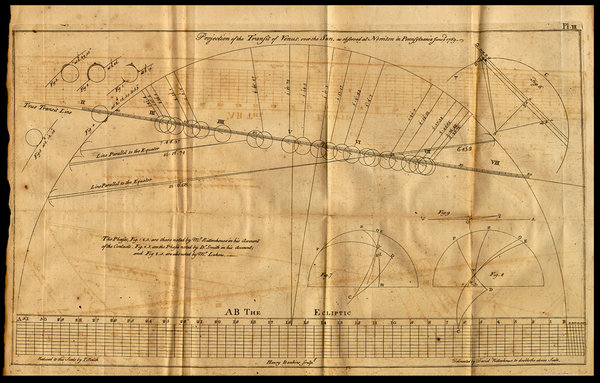
デイビット・リッテンハウスによる太陽面通過の記録

1769年の観測には、前回の国々にデンマークも新たに加わり、マキシミリアン・ヘルとその助手のヤーノシュ・シャイノヴィチを当時デンマークの支配下にあったノルウェーのバルデに派遣した。アメリカでは、前回に観測を行った天文学者はウィンスロップだけだったが、1769年にはフィラデルフィアのアメリカ哲学協会もアメリカの地位向上を目指して観測に参加した。デイビット・リッテンハウスが計算を行い、それをもとに3箇所でアメリカ哲学協会の会員たちが観測を行った。ロシアも、エカチェリーナ2世がロシアの地位・名声の向上のために、前回よりも大がかりな観測隊を準備させた。エカチェリーナは、東の最果てのヤクーツクまでも含めて、8つの遠征隊を広い帝国の各地域へ派遣した。

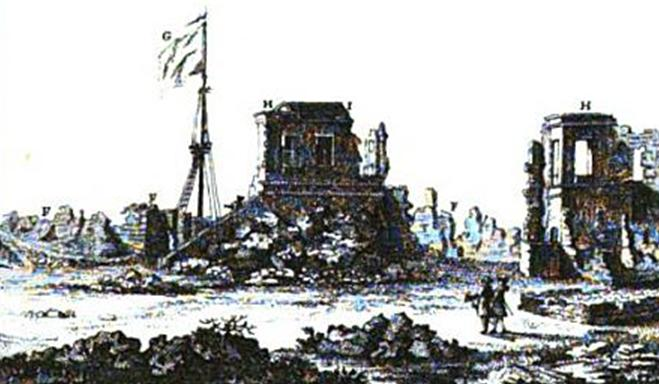
ギヨーム・ル・ジャンティが観測基地としたポンディシェリの廃墟。旗の右側にある中央の建物。

フランスでは、ドリルに代わりジェローム・ラランドが計画の指揮を執っていた。1761年に遠征したパングレとシャップとル・ジャンティは、1769年の太陽面通過でも再び遠征地にて観測を行った。パングレは中央アメリカのハイチへ派遣され、観測を行った。シャップはメキシコのバハ・カリフォルニアへ遠征し、良好な観測を達成した。しかし、当時のメキシコではチフスが流行しており、観測隊も次々に感染して亡くなっていった。観測後に看病しながら仕事を続けていたシャップも感染し、観測地にて没した。シャップの観測記録は、観測隊の生存者によって1年後にパリへ届けられた。1761年にはインド洋上で観測を強いられたル・ジャンティは、観測後はフランス本国には戻らずにインド洋周辺に滞在し、次の太陽面通過に向けて準備を行った。ル・ジャンティはフィリピンのマニラで観測を行うことにしたが、フランス本国からはインドのポンディシェリで観測がより良いと連絡が届けられた。1769年、ル・ジャンティは予定を変更してポンディシェリで観測を行ったが、当日の天候は曇りで、太陽面通過を観測することはできなかった。さらには、観測の帰途で船が難破し、11年を経てパリへ帰還した際にはル・ジャンティは死んだことになっており、財産とアカデミーでの地位を失っていた。

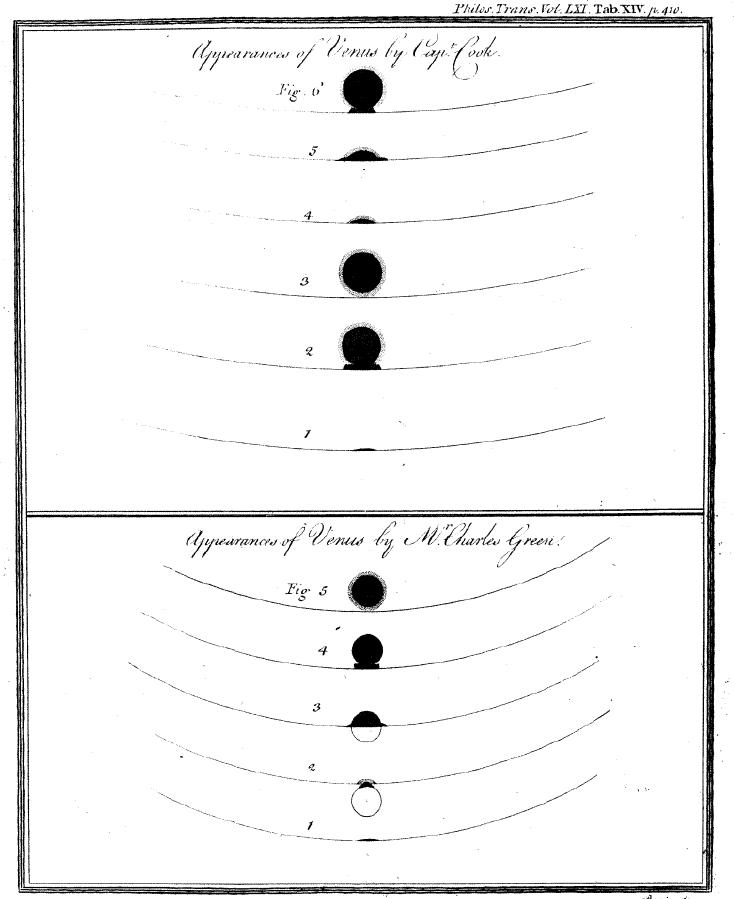
ジェームズ・クックとチャールズ・グリーンが記録したブラック・ドロップ現象の様子。

イギリスでは、マスケリンが1765年にグリニッジ天文台の天文台長となり、1769年の観測を統率した。前回遠征したディクソンとメイソンは再度観測のために遠征し、ディクソンはノルウェーへ、メイソンはアイルランドへ派遣された。さらに、ウィリアム・ウェールズを北アメリカのハドソン湾へ、ジェームズ・クックを南太平洋のタヒチ島へ派遣した。ハドソン湾への航路は初夏まで凍り付くため、ウェールズは1768年の春の暮れに出航し、観測地で冬を越し、太陽面通過が起こる1769年6月まで待つ必要があった。ジェームズ・クックは、天文学者のチャールズ・グリーンと共にエンデバー号で出航し、未開だったタヒチへの航海を成し遂げ、観測に成功した。この航海は、後にキャプテン・クックと呼ばれるクックの第1回航海に当たる。天候に恵まれて太陽面通過の様子を十分観測することはできたが、ブラック・ドロップ現象が現れ、接触の時刻を精密に記録することはできなかった。
最終的には、1769年の太陽面通過では、77ヶ所で150以上の観測が行われた。観測結果にもとづく太陽視差の計算結果は、8.43秒から8.80秒までの値が報告された。1716年に観測を呼びかけたハレーの見込みでは太陽面通過の観測から1/500の精度で測定可能とされており、今回もブラック・ドロップ効果の邪魔が入る結果となった。しかし、もっと良い精度の結果が期待されてはいたものの、1761年に得られた値からさらに現代の値に近いより正確な値を得ることができた。後の1824年にヨハン・フランツ・エンケが経度の最新値と最小二乗法を使い、1761年と1769年の観測記録から太陽視差8.5776秒という値を算出した。この値は、その後四半世紀ほど太陽視差の代表的値として扱われた。

### 19世紀

#### 1874年

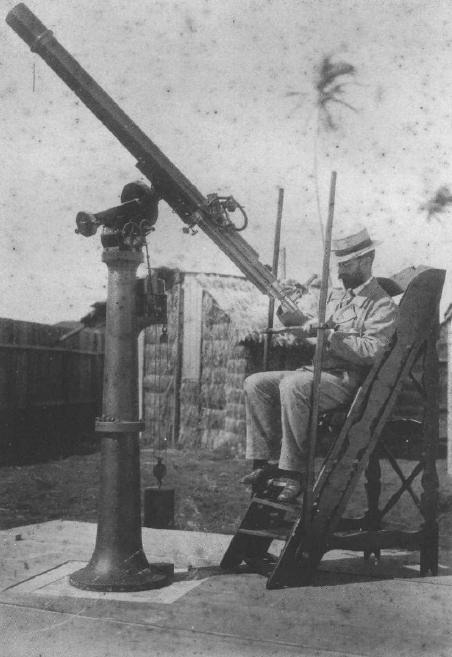
イギリスからの観測隊長タップマンと設置された望遠鏡、ホノルルでの様子

次の金星の太陽面通過は105年後の1874年12月9日に起こった。このときも欧米各国が世界中に観測隊を派遣した。アメリカ、イギリス、イタリア、オランダ、ドイツ、フランス、メキシコ、ロシアが派遣隊を出している。観測地は
- 北半球：ウラジオストック、長崎、北京、カイロ、ロシア全域、ホノルル、サイゴン
- 南半球：ケルゲレン諸島、ホバート、キャンベル・タウン（英語版）、クイーンズランド、チャタム諸島、ロドリゲス島、モーリシャス、ヌメア、サンポール島

の地域に及んだ。
1862年にアサフ・ホールが火星を利用して太陽視差を測定したものの、結果は8.841秒とエンケの値とも離れた値が得られたことから、1874年の金星の太陽面通過は依然として天文単位を決定する貴重な機会だった。ジョージ・ビドル・エアリーは、1857年に天文単位の決定を "the noblest problem in astronomy"（天文学上の最も崇高な問題）と述べている。前の観測以降に写真機が発明され、この新たな技術が観測に使われた。フランスでは、太陽面通過観測のためにピエール・ジャンサンが連続撮影可能な回転式の写真機 "revolver photographique"（写真のリボルバー）を発明した。シャルル・ウォルフと協力者のシャルル・アンドレは太陽面通過を再現する機械を製作し、ブラック・ドロップ現象の解明を行った。

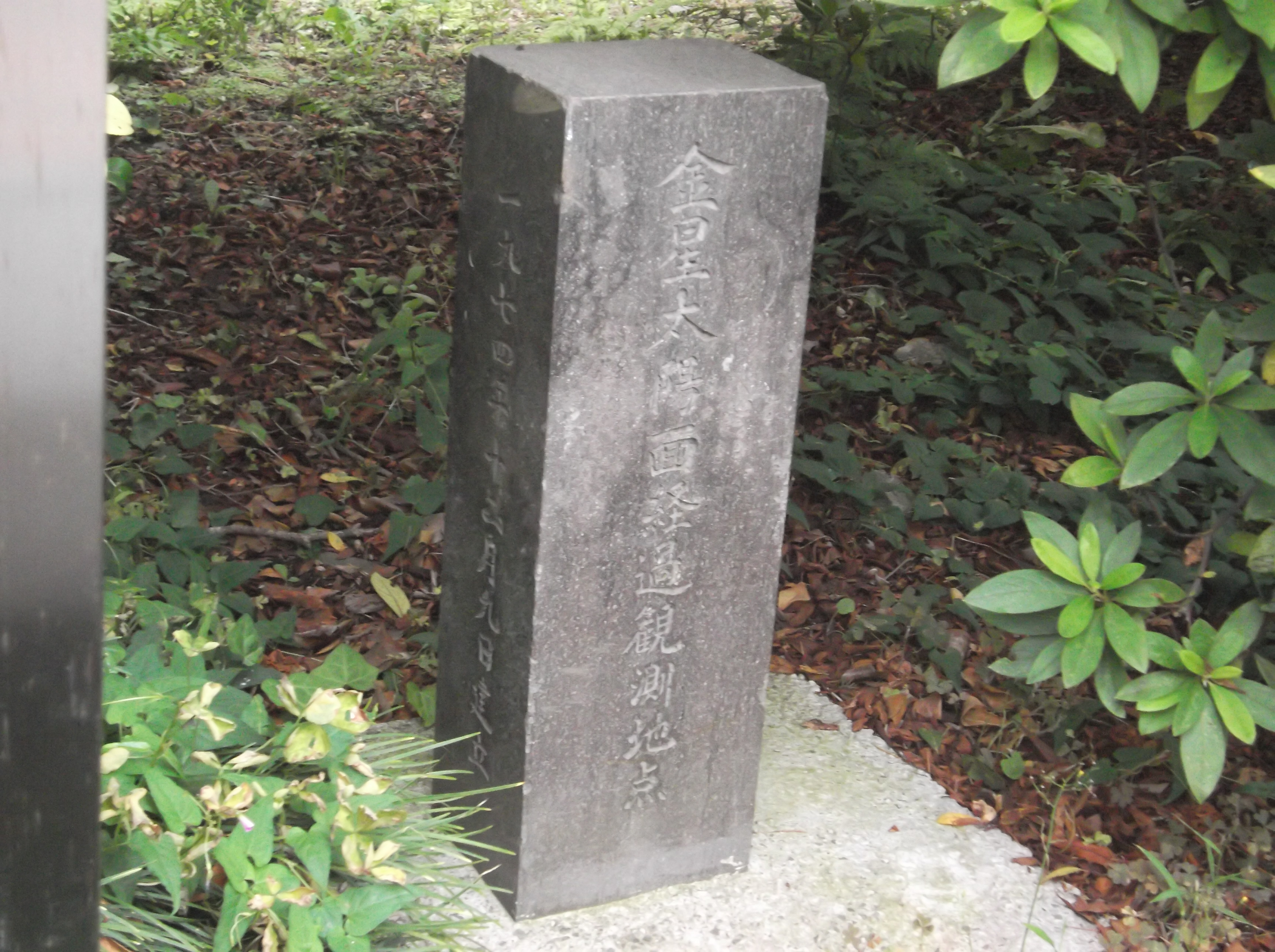
金星太陽面経過観測地点記念碑。メキシコが観測を行った横浜市中区山手町にて観測から100年を記念して建てられた。

1874年の太陽面通過では、日本も太陽面通過の全過程が観測可能な地域だったためフランス、アメリカ、メキシコがそれぞれ観測隊を派遣した。フランス隊には "revolver photographique" を発明したジャンサンも参加していた。フランス隊は長崎と神戸に隊を分け、それぞれで観測を行った。フランスへ留学していた清水誠も神戸のフランス隊に同行し、金星の太陽面通過の写真を15枚撮影することに成功した。アメリカ隊は長崎で、メキシコ隊は横浜で観測を行った。長崎では上野彦馬がアメリカ隊に協力している。このほかにも、内務省地理寮（国土地理院の前身）量地課が御殿山にて、海軍水路寮（海洋情報部の前身）が東京府麻布区飯倉（現：東京都港区麻布台）に設置した海軍観象台にて観測を実施した。
また、アメリカ隊のジョージ・ダビットソンは金星観測後に日本側からの要望を受け、長崎・東京間の経度差を測量した。東京には隊員のチットマンとエドワーズを派遣し、現在では「チットマン点」と呼ばれる日本最初の経度原点が決定された。諸外国の観測隊の受け入れによって、日本は観測点の経度決定法などの近代天文学上の重要な基礎技術を学んだ。このような諸外国による金星太陽面通過の観測によってもたらされた日本への影響を、斉藤国治は「科学における黒船」と評している。
今回の太陽面通過では写真などによって接触の観測の精度が向上することが期待されたが、結果は18世紀の観測よりも少し向上した程度に留まった。イギリスは写真による方法が上手く行かなかったことを認めた。アメリカは太陽面上を金星が通過している様子については多くの良い写真が撮れたが、肝心の第1接触・第2接触間と第3接触・第4接触間についての写真はブラック・ドロップ効果によって無価値だったことを報告した。このときの太陽面通過から、アメリカでの観測結果から8.883±0.034秒、フランスでの観測結果から8.81±0.06秒という太陽視差の値が報告された。

#### 1882年

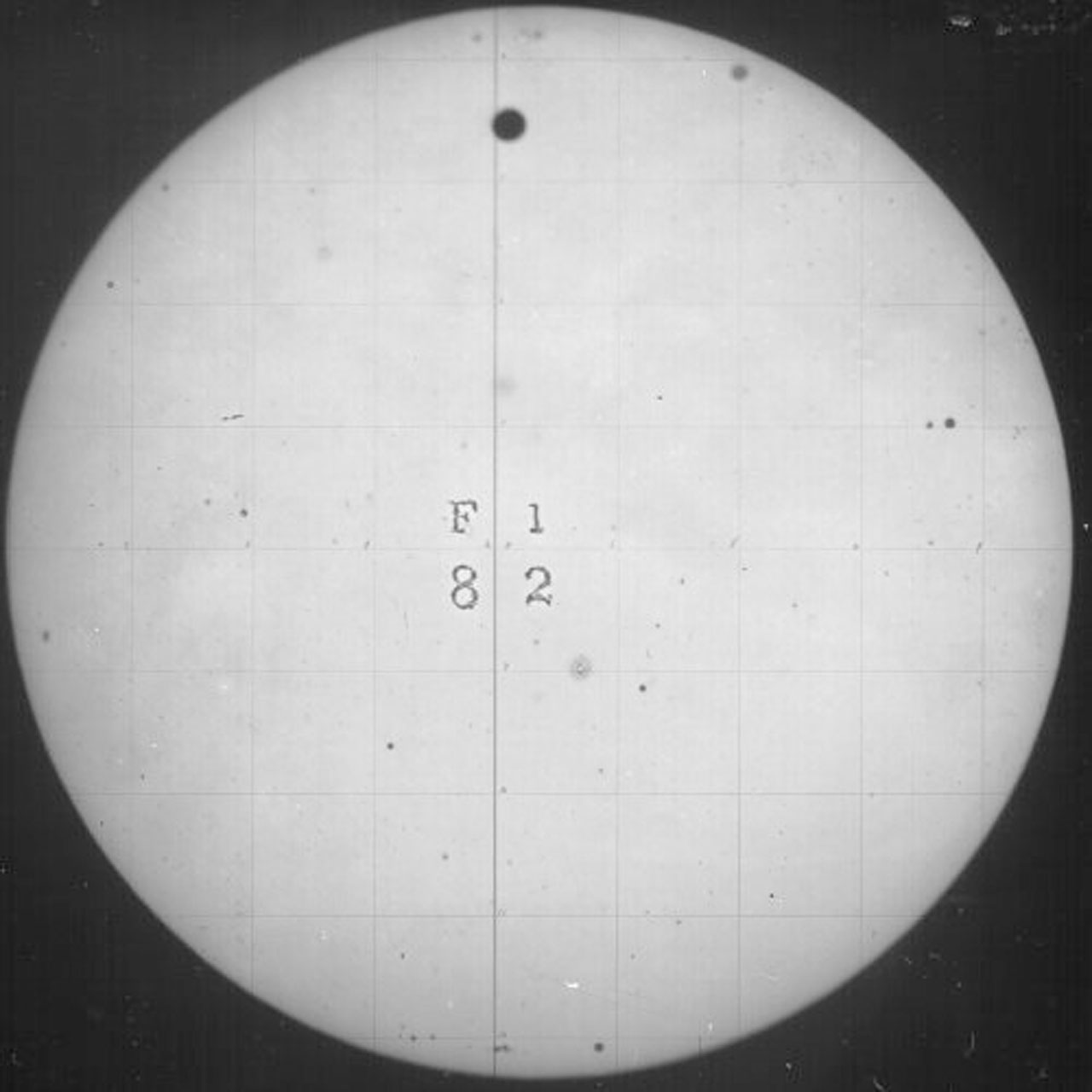
アメリカ海軍天文台による1882年の金星太陽面通過の記録写真

次の金星の太陽面通過は1882年12月6日に発生した。1874年の太陽面通過で期待の結果を得ることができなかったことは、次の太陽面通過の観測への意気を下げることとなった。1875年にはヨハン・ゴットフリート・ガレが小惑星フローラを利用して、太陽視差8.873秒という値を高い精度で得ていた。アメリカ海軍天文台では、1874年の観測を率いたサイモン・ニューカムは金星太陽面通過の観測を天文単位を決める最適な方法と考えることを止め、ウィリアム・ハークネスが1882年の観測を率いることとなった。
このような観測の科学的価値への疑義は生じたが、結果的には欧米各国はニュージランドから南アフリカに至る世界各地に観測隊を派遣した。各国の観測計画を調整するための国際会議が1881年10月にパリで開かれ、14の国が参加した。アメリカもパリの会議には出席しなかったが、観測隊の派遣は継続して行うこととした。ニューカムも観測隊の1つを率いて南アフリカのウェリントンで観測を行っている。

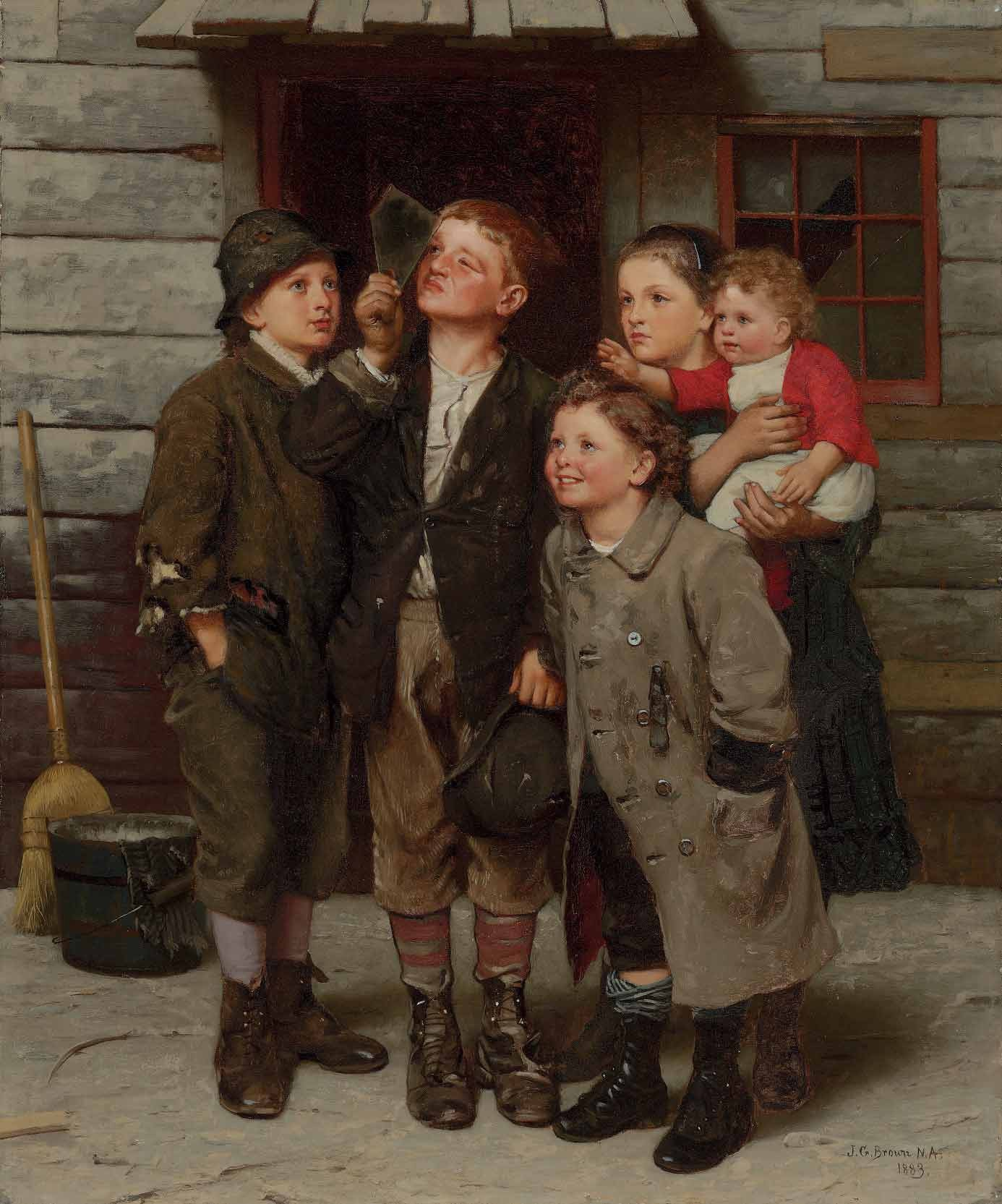
スモークガラスの破片で太陽面通過を見ようとする子供たち（ジョン・ジョージ・ブラウンの絵画）

1874年と異なり、この年の太陽面通過はヨーロッパとアメリカでも観察可能で、町の広場に望遠鏡が置かれ、多くの人たちが観察する盛り上がりを見せた。ニューヨーク・タイムズは、1881年から83年にかけて継続的に金星太陽面通過の記事を出し続けた。記事では、太陽面通過の観測の歴史や観測方法の解説、1882年の各国の観測計画や結果が伝えられ、当時の太陽面通過への興味の高まりを示している。アメリカの作曲家ジョン・フィリップ・スーザは、このときの太陽面通過に触発されて行進曲『金星の日面通過』（1883年）を作曲した。
アメリカ海軍天文台による1882年の観測結果は、1874年と比較すると良い観測結果であった。集められた観測写真の数も1380枚に上った。アメリカでの観測結果から、ハークネスが1889年に8.842±0.0118秒という太陽視差の値を報告した。また、1895年にはニューカムが、18世紀と19世紀の4回の太陽面通過の記録から8.794±0.0018秒という値を報告した。ただし、金星太陽面通過以外の方法も含めた様々な太陽視差決定結果の中では、プルコヴォ天文台による光行差を利用して得られた値を最も重要性が高いとし、金星太陽面通過によって得られた値の重要性は低いとニューカムはまとめている。

### 21世紀

#### 2004年
次の金星の太陽面通過は、前回から1世紀の間を空け、2004年6月8日に発生した。前回から科学技術が発展し、金星・地球間の距離がレーダーによって直接測定可能となり、太陽面通過によって天文単位を求める必要は無くなった。1961年と62年の金星に対するレーダー観測から、天文単位の値が 149 596 000 km から 149 601 000 kmの範囲と求められた。2016年現在では、天文単位の値は実測値ではなく一定に固定された定義値となっており、その値は前述のとおり 149 597 870.700 km となっている。
太陽面通過の科学的重要性は小さくなったが、非常に稀な天文イベントは世界中の多くの人の興味を引き付けた。ヨーロッパ南天天文台とEuropean Association for Astronomy Educationが中心となって、金星の太陽面通過を題材として "VT-2004" というインターネットを通じた国際的な教育プログラムが行われた。太陽面通過観測に関連する企画を通じて科学への興味や知識の向上に役立てることを目的としたもので、
参加者から太陽面通過における4つの接触の観測結果を集め、天文単位を古典的な方法で再計算することも1つの目標とした。1,510人の登録参加者から4,550個の接触時刻の記録が送られ、149 608 708±11 835 km という値が計算された。

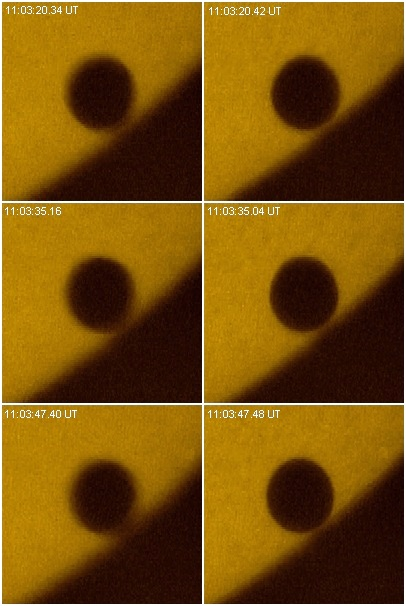
接触の様子を記録した2つの連続写真。左の"質の悪い"写真ではブラックドロップ現象がよく見て取れる。

ブラック・ドロップ効果が見られるかどうかも関心の的となった。18世紀・19世紀に報告されたブラック・ドロップ効果の主原因は、望遠鏡の性能によるものという見方が現在では主流となっている。VT-2004 へ参加した多くの観察者たちは接触の時刻を特定するのに支障は無かったと報告しており、提出された多くの写真でもブラック・ドロップ効果のような現象は起きていなかった。学術的な研究も行われ、ジェイ・パサチョフらは、NASAの太陽観測衛星「TRACE」による2004年の金星太陽面通過の観測結果を、1999年の水星の太陽面通過の観測結果と合わせて分析し、望遠鏡の性能だけでなく太陽の周辺減光もブラック・ドロップ効果の原因の一つと結論付けた。
また、2004年の太陽面通過の際には、金星が太陽の光の一部を遮る時の光のパターンを測定することで太陽系外惑星の捜索に使う技術を洗練させようという試みに多くの科学者たちが挑戦した。他の恒星の周囲を廻っている惑星を探すための現在の方法は、我々が固有運動の変化や視線速度の変化によるドップラー効果を発見できるほどその重力が十分に恒星を揺さぶるほどの非常に大きな惑星（木星サイズであり、地球サイズではない）にのみ有効である。惑星が一部の光を遮ることから、太陽面通過の進行中に光の強度を測定することで潜在的には遥かに高感度に小さな惑星を探索できる。しかし、極端に厳密な測定が必要である。例えば、金星の太陽面通過によって太陽の光度は0.001等級だけ暗くなる。小さな太陽系外惑星による減光の度合いは同じぐらい小さなものと考えられている。

#### 2012年
次の金星の太陽面通過は2012年6月5日から6月6日にかけて発生した。前回に引き続いて世界中の人たちが、この天文イベントを観察した。
JAXAらの太陽観測衛星「ひので」は太陽面通過の様子を超高解像度で撮影を行った。得られた画像は、オレオール現象と呼ばれる黒い金星を包む細い光の環を捉えている。この現象は、金星が太陽面上を通過するときに太陽光が金星の大気中で屈折することで発生する。1761年に太陽面通過を観測して金星の大気を予測したミハイル・ロモノーソフは、この現象を観測して大気の存在を予測したと考えられている。
また、フランスの天文学者が中心となって "Venus Twilight Experiment" と呼ばれる研究プロジェクトが立ち上げられ、オレオール現象を利用して金星の大気への理解を深めることなどを目標とした観測・研究が行われた。オレオール現象は2004年にも現れたが、現象を捉えて分析するための観測の最適化が整っていなかった。世界の観測可能地域へメンバーが「現代的な」遠征をして観測を行った。成果としては、金星を周回する探査機ビーナス・エクスプレスによる大気の鉛直温度分布の観測を補完するなどの結果が得られている。
次の金星の太陽面通過は、2117年の12月10日から11日にかけて起こる。

宇宙空間上から観測された2012年の金星太陽面通過
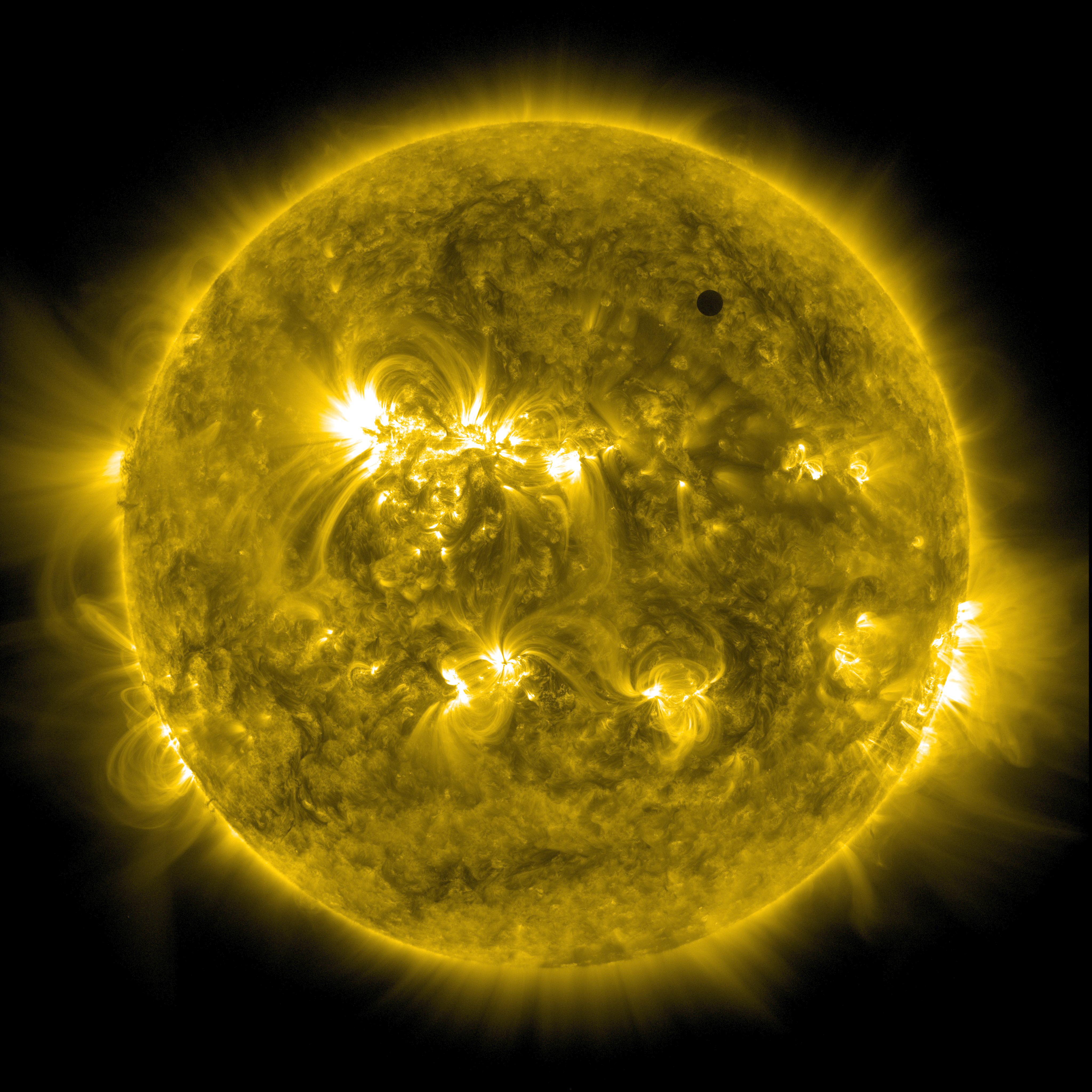
太陽観測衛星SDOによって171オングストローム波長で撮影
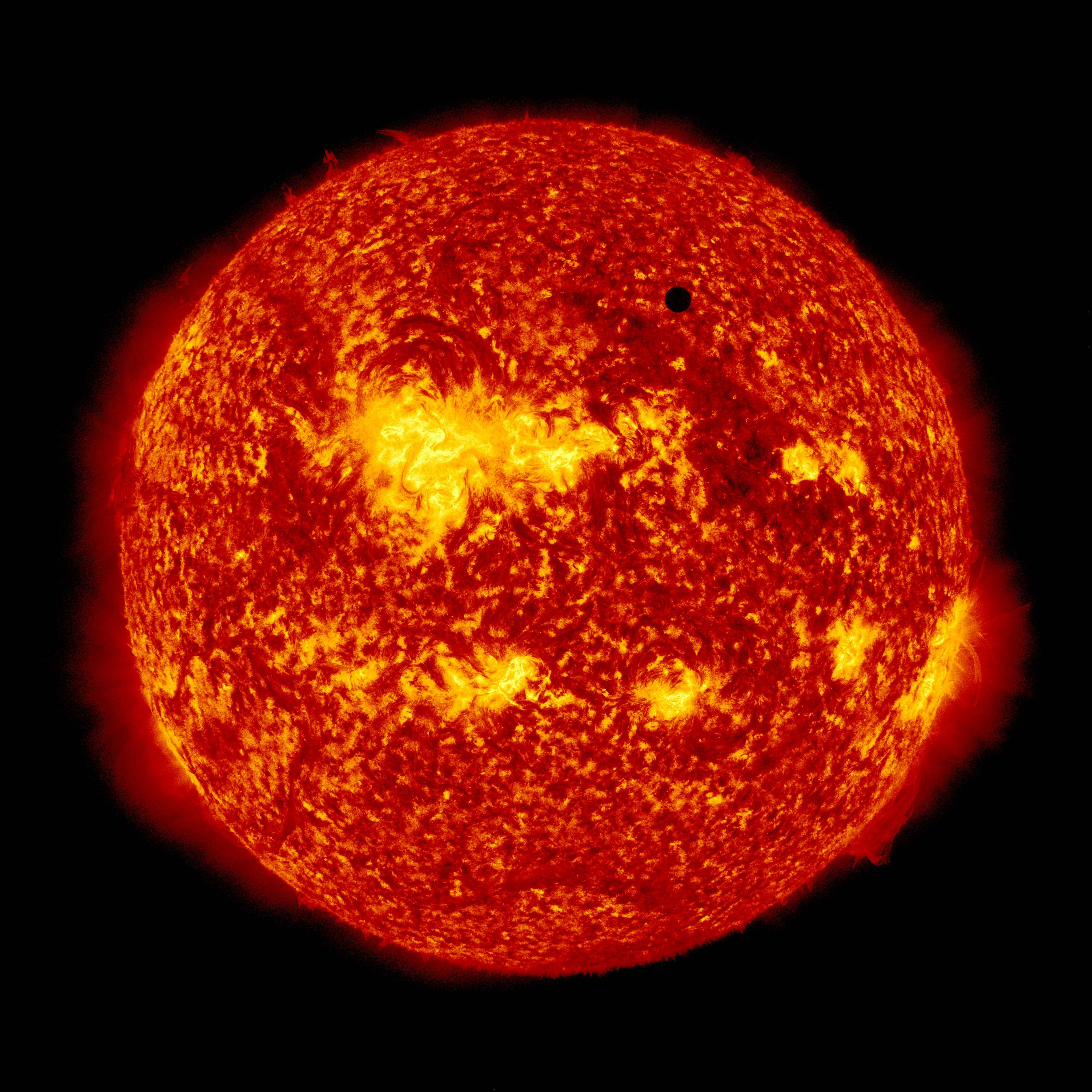
太陽観測衛星SDOによって304オングストローム波長で撮影
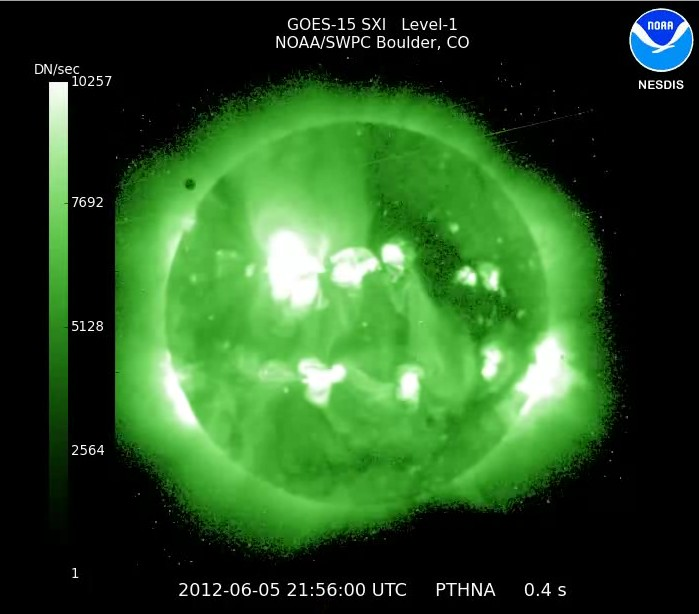
気象衛星GOES 15によってX線波長帯で撮影
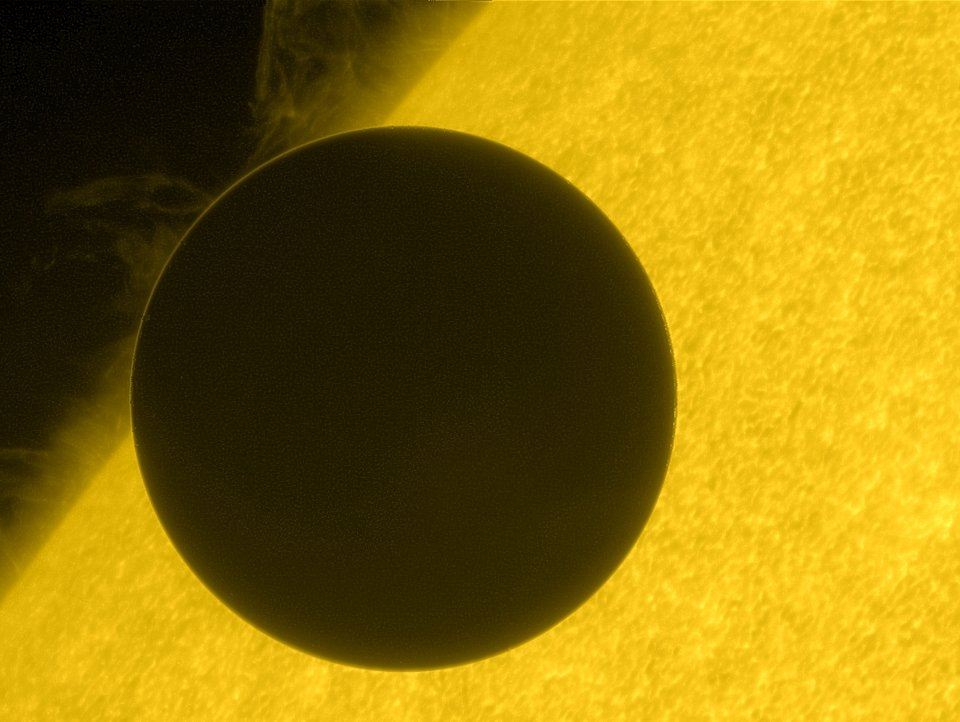
太陽観測衛星ひのでが撮影した接触の様子（黒い金星を包む細い光の環がオレオール現象[129]）

## 過去と未来の太陽面通過
以下の表では例として、ケプラーが予測した1631年から25世紀最後までについて、金星の太陽面通過の発生日・時刻・主な観測可能地域を示している。
| 発生日 | 時刻（UTC）注1 | 時刻（UTC）注1 | 時刻（UTC）注1 | 主な観測可能地域 注2 | 出典    |
| 発生日 | 開始           | 中央           | 終了           | 主な観測可能地域 注2 | 出典    |
| --- | -------------- | -------------- | -------------- | --- | ------- |
| 1631年12月7日 | 03:51          | 05:19          | 06:47          | 途中から：アフリカ中央部 全過程：アジアの大部分、オセアニアの大部分 途中まで：オセアニア西部                                                                     | [ 134 ] |
| 1639年12月4日 | 14:57          | 18:25          | 21:54          | 途中から：オセアニア、北アメリカ北西部 全過程：北アメリカ中央部、南アメリカ東部 途中まで：南アメリカ西部、アフリカ、ヨーロッパ西部                               | [ 35 ]  |
| 1761年6月6日 | 02:02          | 05:19          | 08:37          | 途中から：アフリカ、ヨーロッパの大部分 全過程：アジア、オセアニア西部 途中まで：オセアニア東部、北アメリカ西部                                                   | [ 135 ] |
| 1769年6月3日 - 6月4日 | 19:15          | 22:25          | 01:35          | 途中から：アジアの大部分、オセアニア東部 全過程：オセアニア西部、北アメリカ西部 途中まで：北アメリカ東部、南アメリカ                                             | [ 136 ] |
| 1874年12月9日 | 01:49          | 04:07          | 06:26          | 途中から：アフリカの大部分、アジア西部 全過程：アジア東部、オセアニア西部 途中まで：オセアニア東部                                                               | [ 97 ]  |
| 1882年12月6日 | 13:57          | 17:06          | 20:15          | 途中から：オセアニア西部、北アメリカ西部 全過程：北アメリカ東部、南アメリカ 途中まで：アフリカ、ヨーロッパ                                                       | [ 137 ] |
| 2004年6月8日 | 05:13          | 08:20          | 11:26          | 途中から：北アメリカ東部、南アメリカの大部分、アフリカ東部 全過程：アフリカの大部分、ヨーロッパ、アジアの大部分 途中まで：アジア東南部、オセアニア               | [ 138 ] |
| 2012年6月5日 - 6月6日 | 22:09          | 01:29          | 04:49          | 途中から：アフリカ東部、ヨーロッパ、アジア西部 全過程：アジア東部、オセアニアの大部分 途中まで：北アメリカの大部分、南アメリカ東部                               | [ 139 ] |
| 2117年12月10日 - 12月11日 | 23:58          | 02:48          | 05:38          | 途中から：アフリカ東部、アジア西部 全過程：アジア東部、オセアニアの大部分 途中まで：オセアニア東部、北アメリカ西端、南アメリカ南端                               | [ 140 ] |
| 2125年12月8日 | 13:15          | 16:01          | 18:48          | 途中から：オセアニア東部、北アメリカ西部 全過程：北アメリカ東部、南アメリカ 途中まで：アフリカ、ヨーロッパ                                                       | [ 141 ] |
| 2247年6月11日 | 08:42          | 11:33          | 14:25          | 途中から：北アメリカの大部分、南アメリカの大部分 全過程：アフリカ、ヨーロッパ、アジア西部 途中まで：アジア東部、オセアニア西部                                   | [ 142 ] |
| 2255年6月9日 | 01:08          | 04:38          | 08:08          | 途中から：アフリカ、ヨーロッパ、アジア西部 全過程：アジアの大部分、オセアニア西部 途中まで：オセアニア東部、北アメリカの大部分                                   | [ 143 ] |
| 2360年12月12日 - 12月13日 | 22:32          | 01:44          | 04:56          | 途中から：アフリカ東部、アジアの大部分 全過程：アジア東南部、オセアニアの大部分 途中まで：オセアニア東部、北アメリカ西部、南アメリカ南西部                       | [ 144 ] |
| 2368年12月10日 | 12:29          | 14:45          | 17:01          | 途中から：オセアニア東部、北アメリカ西部 全過程：北アメリカ東部、南アメリカ、アフリカ西部 途中まで：ヨーロッパ西部、アフリカ東部、アジア西部                     | [ 145 ] |
| 2490年6月12日 | 11:39          | 14:17          | 16:55          | 途中から：オセアニア東部、北アメリカ西端、南アメリカ南端 全過程：北アメリカの大部分、南アメリカの大部分、アフリカ西部、ヨーロッパ 途中まで：アフリカ東部、アジア | [ 146 ] |
| 2498年6月10日 | 03:48          | 07:25          | 11:02          | 途中から：北アメリカ東部、南アメリカ東部、アフリカ西部 全過程：ヨーロッパの大部分、アジアの大部分、アフリカ東部 途中まで：アジア東南部、オセアニア               | [ 147 ] |
| - 出典：日付と時刻はNASA による。観測可能地域はHMNAO（表内の各出典）による。 - 注1：「開始」は第１接触を、「中央」は食の最大を、「終了」は第4接触を意味する。 - 注2：「途中から」は太陽面通過の途中から観測可能になることを、「途中まで」は太陽面通過の途中まで観測可能であることを意味する。 |                |                |                | |         |

## 特殊な太陽面通過

### かすめる太陽面通過
時々、天体が太陽をかすめていくだけの太陽面通過がある。この通過では、地球上のある地域では完全な太陽面通過を見ることができる一方、他の地域では第2接触や第3接触が無い部分的な太陽面通過を見ることになる。1999年の水星の太陽面通過は、このような太陽面をかすめる太陽面通過（英語ではgrazing transit）であった。金星の太陽面通過では、2854年12月14日の通過がこの種類のものになると予測される。

### 同時太陽面通過
21世紀現在、金星の太陽面通過が起こる時期は6月上旬と12月上旬、水星の太陽面通過が起こる時期は5月上旬と11月中旬であり、それらが同時に起こることは無い。しかし、地球と水星の交点位置と地球と金星の交点位置は変化しており、ごく僅かずつであるが互いに近づいている。そのため、非常に遠い未来であれば、金星と水星の同時太陽面通過が起こることが予測される。ジャン・メーウスとアルド・ビタグリアーノの計算によれば、力学時で69163年7月26日および224508年3月27日に、このような極めて稀な同時太陽面通過が発生する。この頃には力学時と協定世界時の差は大きくなっており、協定世界時で表せば69163年3月頃と224504年4月頃にそれらが発生することになる。
日食と金星の太陽面通過が同時に起こることも、非常に稀であるが存在する。同じくメーウスとビタグリアーノによれば、これも非常に遠い未来に発生する見込みで、力学時で15232年4月5日に皆既日食と金星の太陽面通過の同時発生が起きる。同時発生ではないが、過去には1769年6月4日の金星太陽面通過で、太陽面通過に引き続いて皆既日食が起きたことが報告されている。このときの日食は、金星太陽面通過の終了から約7時間後に発生していた。

### その他
紀元前90353年2月7日4時34分から始まる金星の太陽面通過は、前後1週間の間に8回も天体の太陽面通過がある特殊な1週間である。1日に月と地球で水星の太陽面通過、3日に土星で水星の太陽面通過、7日に地球と月と土星で金星の太陽面通過、8日に土星で月と地球の同時太陽面通過が発生していたと計算されている。

## 題材とする文化芸術

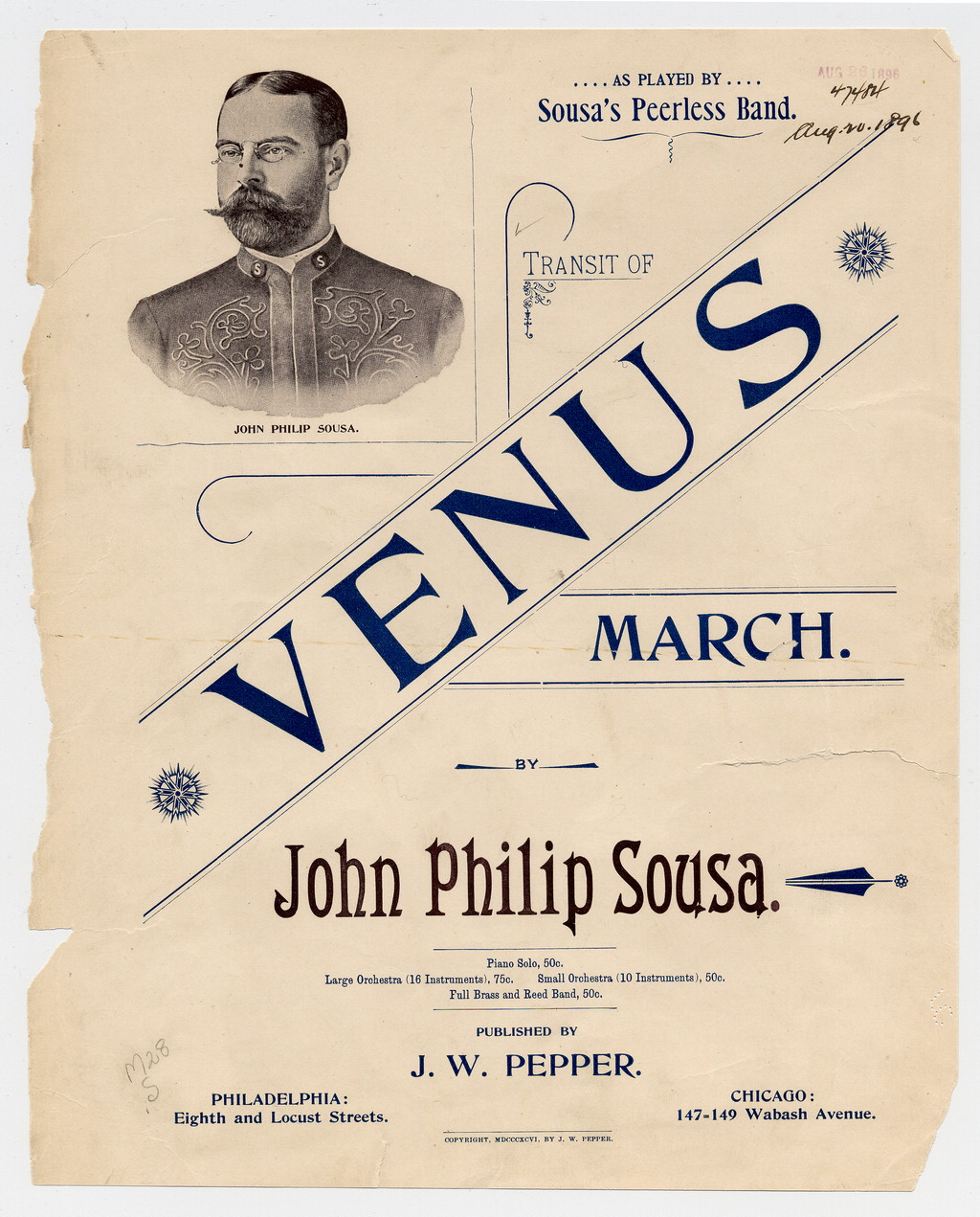
ジョン・フィリップ・スーザの行進曲 Transit of Venus March

『塔上の二人』（原題：Two on a Tower ）
1882年のトーマス・ハーディによる小説。金星の太陽面通過観測に関わるアマチュアの天文学者を主役の一人とした恋愛小説で、当時の金星太陽面通過への関心の高まりの例として挙げられる。
Transit of Venus March
1882年から1883年に発表されたジョン・フィリップ・スーザの行進曲。スーザが1882年の太陽面通過に興味を持ったことから作曲されたものだが、太陽面通過自体を祝うものではなく、スーザは1878年に死去した物理学者のジョセフ・ヘンリーを称えるために作曲した。
Transit of Venus
1992年のモーリン・ハンター (Maureen Hunter) による演劇。1761年と1769年の太陽面通過観測に派遣されたギヨーム・ル・ジャンティの地球上の様々な場所での努力を脚色したものである。2007年には同名でオペラ化された。
The Transit of Venus
2009年に発売されたイギリスのTVドラマ『ドクター・フー』のオーディオブック。太陽面通過観測のためにジェームズ・クックが航海していた1770年を舞台にする。
Transit of Venus
2012年に発売されたカナダのロックバンドスリー・デイズ・グレイスの音楽アルバム。太陽面通過が起きた当日の2012年6月5日にタイトルと発売日が発表された。2014年のジュノー賞で Rock Album of the Year にノミネートされた。